# ATP Challenger Series 2005
L'ATP Challenger Series è il secondo livello di tornei per professionisti organizzata dall'ATP. Il circuito prevede tornei con un montepremi che può variare da 25.000 a 150.000 dollari.

## Calendario

### Gennaio
| Settimana  | Torneo | Vincitore                                          | Finalista                             | Semifinalisti                      | Eliminati ai quarti                                                    |
| ---------- | --- | -------------------------------------------------- | ------------------------------------- | ---------------------------------- | ---------------------------------------------------------------------- |
| 3 gennaio  | Internationaux de Nouvelle-Calédonie 2005 Nouméa, Nuova Caledonia Cemento $75 000 Singolare - Doppio          | Gilles Simon 6–3, 6–0                              | Björn Phau                            | Florent Serra Thierry Ascione      | Tomas Tenconi Arnaud Di Pasquale Filip Prpic Julien Varlet             |
| 3 gennaio  | Internationaux de Nouvelle-Calédonie 2005 Nouméa, Nuova Caledonia Cemento $75 000 Singolare - Doppio          | Stephen Huss Wesley Moodie 6–3, 6–0                | Jérôme Golmard Harel Levy             | Florent Serra Thierry Ascione      | Tomas Tenconi Arnaud Di Pasquale Filip Prpic Julien Varlet             |
| 3 gennaio  | Prime Cup Aberto de São Paulo 2005 San Paolo, Brasile Cemento $75 000 Singolare - Doppio                      | Ricardo Mello 4–6, 6–2, 7–6(0)                     | Giovanni Lapentti                     | Juan Pablo Brzezicki Edgardo Massa | Marcos Daniel Franco Squillari Tomas Behrend Flávio Saretta            |
| 3 gennaio  | Prime Cup Aberto de São Paulo 2005 San Paolo, Brasile Cemento $75 000 Singolare - Doppio                      | André Sá Bruno Soares 6–2, 6–2                     | Tomas Behrend Marcos Daniel           | Juan Pablo Brzezicki Edgardo Massa | Marcos Daniel Franco Squillari Tomas Behrend Flávio Saretta            |
| 17 gennaio | La Serena Open 2005 La Serena, Cile Terra rossa $100 000 Singolare - Doppio                                   | Edgardo Massa 6–4, 7–6(3)                          | Mariano Puerta                        | Franco Squillari Júlio Silva       | Adrián García Juan Antonio Marín Didac Perez Alessio Di Mauro          |
| 17 gennaio | La Serena Open 2005 La Serena, Cile Terra rossa $100 000 Singolare - Doppio                                   | Enzo Artoni Ramón Delgado 7–6(2), 6–4              | Tomas Behrend Marcos Daniel           | Franco Squillari Júlio Silva       | Adrián García Juan Antonio Marín Didac Perez Alessio Di Mauro          |
| 24 gennaio | Intersport Heilbronn Open 2005 Heilbronn, Germania Cemento Indoor $100 000 Singolare - Doppio                 | Jiří Vaněk 6–2, 6–4                                | Lars Burgsmüller                      | Philipp Petzschner Gilles Elseneer | Gilles Müller Davide Sanguinetti Andreas Beck Ivo Heuberger            |
| 24 gennaio | Intersport Heilbronn Open 2005 Heilbronn, Germania Cemento Indoor $100 000 Singolare - Doppio                 | Sébastien de Chaunac Michal Mertiňák 6–2, 3–6, 6–3 | Gilles Elseneer Gilles Müller         | Philipp Petzschner Gilles Elseneer | Gilles Müller Davide Sanguinetti Andreas Beck Ivo Heuberger            |
| 24 gennaio | Challenger Providencia 2005 Santiago, Cile Terra Rossa $25 000 Singolare - Doppio                             | Tomas Behrend 7–6(3), 4–6, 6–2                     | Adrián García                         | Jorge Aguilar Alessio Di Mauro     | Franco Squillari Júlio Silva Juan Pablo Guzmán Răzvan Sabău            |
| 24 gennaio | Challenger Providencia 2005 Santiago, Cile Terra Rossa $25 000 Singolare - Doppio                             | Damián Patriarca Giovanni Lapentti 6–2, 4–6, 6–4   | Enzo Artoni Ignacio González-King     | Jorge Aguilar Alessio Di Mauro     | Franco Squillari Júlio Silva Juan Pablo Guzmán Răzvan Sabău            |
| 24 gennaio | Hilton Waikoloa Village USTA Challenger 2005 Waikoloa, Hawaii, Stati Uniti Cemento $50 000 Singolare - Doppio | Paul Goldstein 6–2, 6–2                            | Cecil Mamiit                          | Jeff Salzenstein André Sá          | Zbynek Mlynarik Robert Kendrick Marc Kimmich Rajeev Ram                |
| 24 gennaio | Hilton Waikoloa Village USTA Challenger 2005 Waikoloa, Hawaii, Stati Uniti Cemento $50 000 Singolare - Doppio | André Sá Eric Taino 7–6(2), 3–6, 7–6(2)            | Sanchai Ratiwatana Sonchat Ratiwatana | Jeff Salzenstein André Sá          | Zbynek Mlynarik Robert Kendrick Marc Kimmich Rajeev Ram                |
| 24 gennaio | Wrexham Challenger 2005 Wrexham, Regno Unito Cemento Indoor $25 000 Singolare - Doppio                        | Vladimir Volčkov 4–6, 6–4, 6–3                     | George Bastl                          | Dick Norman Stan Wawrinka          | Michael Ryderstedt Arvind Parmar Jean-Christophe Faurel Joshua Goodall |
| 24 gennaio | Wrexham Challenger 2005 Wrexham, Regno Unito Cemento Indoor $25 000 Singolare - Doppio                        | Mark Hilton Jonathan Marray 6–3, 6–2               | Tuomas Ketola Frederik Nielsen        | Dick Norman Stan Wawrinka          | Michael Ryderstedt Arvind Parmar Jean-Christophe Faurel Joshua Goodall |
| 31 gennaio | Andrezieux Challenger 2005 Andrezieux, Francia Cemento (indoor) $35 000+H Singolare - Doppio                  | Thierry Ascione 6–1, 6–3                           | Stan Wawrinka                         | Marc Gicquel Nicolas Mahut         | Nicolas Thomann Wang Yeu-tzuoo Răzvan Sabău Kristof Vliegen            |
| 31 gennaio | Andrezieux Challenger 2005 Andrezieux, Francia Cemento (indoor) $35 000+H Singolare - Doppio                  | Nicolas Thomann Alexander Waske 7–6(2), 7–6(4)     | Robert Lindstedt Jean-Claude Scherrer | Marc Gicquel Nicolas Mahut         | Nicolas Thomann Wang Yeu-tzuoo Răzvan Sabău Kristof Vliegen            |
| 31 gennaio | Volkswagen Challenger 2005 Wolfsburg, Germania Sintetico Indoor $25 000 Singolare - Doppio                    | Dieter Kindlmann 7–5, 4–1 rit.                     | Tobias Summerer                       | Lars Burgsmüller Jeroen Masson     | Michael Berrer Jean-Michel Péquery Tuomas Ketola Philipp Petzschner    |
| 31 gennaio | Volkswagen Challenger 2005 Wolfsburg, Germania Sintetico Indoor $25 000 Singolare - Doppio                    | Philipp Petzschner Alexander Peya 6–2, 6–4         | Aisam-ul-Haq Qureshi Lovro Zovko      | Lars Burgsmüller Jeroen Masson     | Michael Berrer Jean-Michel Péquery Tuomas Ketola Philipp Petzschner    |
| 31 gennaio | KGHM Dialog Polish Indoors 2005 Breslavia, Polonia Cemento Indoor $125 000 Singolare - Doppio                 | Robin Vik 6–4, 6–3                                 | Michal Tabara                         | Marco Chiudinelli Kristian Pless   | Łukasz Kubot Michal Mertiňák Jamie Delgado Alex Bogdanović             |
| 31 gennaio | KGHM Dialog Polish Indoors 2005 Breslavia, Polonia Cemento Indoor $125 000 Singolare - Doppio                 | Lukáš Dlouhý Martin Štěpánek 6–2, 5–7, 6–4         | Jason Marshall Huntley Montgomery     | Marco Chiudinelli Kristian Pless   | Łukasz Kubot Michal Mertiňák Jamie Delgado Alex Bogdanović             |

### Febbraio
| Settimana   | Torneo                                                                                          | Vincitore                                          | Finalista                               | Semifinalisti                   | Eliminati ai quarti                                             |
| ----------- | ----------------------------------------------------------------------------------------------- | -------------------------------------------------- | --------------------------------------- | ------------------------------- | --------------------------------------------------------------- |
| 7 febbraio  | Belgrado Challenger 2005 Belgrado, Serbia Sintetico Indoor $125 000 Singolare - Doppio          | Dick Norman 6–2, 6–3                               | Jeroen Masson                           | Ivo Heuberger Alex Bogdanović   | Takao Suzuki Novak Đoković Arvind Parmar Alexander Waske        |
| 7 febbraio  | Belgrado Challenger 2005 Belgrado, Serbia Sintetico Indoor $125 000 Singolare - Doppio          | Igor' Kunicyn Orest Tereščuk walkover              | Lukáš Dlouhý Jan Vacek                  | Ivo Heuberger Alex Bogdanović   | Takao Suzuki Novak Đoković Arvind Parmar Alexander Waske        |
| 7 febbraio  | McDonald's Burnie Men's International 2005 Burnie, Australia Cemento $25 000 Singolare - Doppio | Chris Guccione 6–3, 7–5                            | Gouichi Motomura                        | John Paul Fruttero Dudi Sela    | Todd Reid Joel Kerley Vasilīs Mazarakīs Rameez Junaid           |
| 7 febbraio  | McDonald's Burnie Men's International 2005 Burnie, Australia Cemento $25 000 Singolare - Doppio | Luke Bourgeois Chris Guccione 6–4, 6–3             | Alexander Hartman Scott Lipsky          | John Paul Fruttero Dudi Sela    | Todd Reid Joel Kerley Vasilīs Mazarakīs Rameez Junaid           |
| 7 febbraio  | Challenger of Dallas 2005 Dallas, Texas, Stati Uniti Cemento Indoor $50 000 Singolare - Doppio  | Michael Ryderstedt 6(2)–7, 7–6(5), 6–2             | André Sá                                | Frédéric Niemeyer Matias Boeker | Paul Logtens Robert Kendrick Sebastian Fitz Alejandro Hernández |
| 7 febbraio  | Challenger of Dallas 2005 Dallas, Texas, Stati Uniti Cemento Indoor $50 000 Singolare - Doppio  | Rik De Voest Giovanni Lapentti 6–4, 6–4            | Ramón Delgado André Sá                  | Frédéric Niemeyer Matias Boeker | Paul Logtens Robert Kendrick Sebastian Fitz Alejandro Hernández |
| 14 febbraio | Open de Franche Comté 2005 Besançon, Francia Cemento Indoor $100 000 Singolare - Doppio         | Gaël Monfils 6–3, 2–6, 6–3                         | Christophe Rochus                       | Gilles Elseneer Jérôme Haehnel  | Thierry Ascione Răzvan Sabău Harel Levy Gilles Simon            |
| 14 febbraio | Open de Franche Comté 2005 Besançon, Francia Cemento Indoor $100 000 Singolare - Doppio         | Jason Marshall Huntley Montgomery 6(8)–7, 6–2, 6–3 | Michal Mertiňák Jean-Claude Scherrer    | Gilles Elseneer Jérôme Haehnel  | Thierry Ascione Răzvan Sabău Harel Levy Gilles Simon            |
| 14 febbraio | Joplin Challenger 2005 Joplin, Missouri, Stati Uniti Cemento Indoor $50 000 Singolare - Doppio  | Frédéric Niemeyer 4–6, 6–2, 6–3                    | Łukasz Kubot                            | Tomáš Cakl Michael Ryderstedt   | Paul Logtens Danai Udomchoke Simon Greul Giovanni Lapentti      |
| 14 febbraio | Joplin Challenger 2005 Joplin, Missouri, Stati Uniti Cemento Indoor $50 000 Singolare - Doppio  | Rik De Voest Łukasz Kubot 7–6(4), 6–4              | Nicholas Monroe Jeremy Wurtzman         | Tomáš Cakl Michael Ryderstedt   | Paul Logtens Danai Udomchoke Simon Greul Giovanni Lapentti      |
| 21 febbraio | Challenger DCNS de Cherbourg 2005 Cherbourg, Francia Cemento Indoor $50 000 Singolare - Doppio  | Rik De Voest 7–5, 6–2                              | Nicolas Mahut                           | Arvind Parmar Novak Đoković     | Michael Lammer Michal Mertiňák Thierry Ascione Marc Gicquel     |
| 21 febbraio | Challenger DCNS de Cherbourg 2005 Cherbourg, Francia Cemento Indoor $50 000 Singolare - Doppio  | Sanchai Ratiwatana Sonchat Ratiwatana 6–3, 6–2     | Jean-Christophe Faurel Nicolas Renavand | Arvind Parmar Novak Đoković     | Michael Lammer Michal Mertiňák Thierry Ascione Marc Gicquel     |
| 21 febbraio | Lubeck Challenger 2005 Lubecca, Germania Sintetico Indoor $125 000 Singolare - Doppio           | Raemon Sluiter 7–6(2), 7–6(10)                     | Alexander Waske                         | Lars Übel Michael Berrer        | Tobias Summerer George Bastl Miša Zverev Saša Tuksar            |
| 21 febbraio | Lubeck Challenger 2005 Lubecca, Germania Sintetico Indoor $125 000 Singolare - Doppio           | Pavel Šnobel Martin Štěpánek 7–6(5), 5–7, 7–5      | Philipp Petzschner Lars Übel            | Lars Übel Michael Berrer        | Tobias Summerer George Bastl Miša Zverev Saša Tuksar            |

### Marzo
| Settimana | Torneo | Vincitore                                            | Finalista                              | Semifinalisti                        | Eliminati ai quarti                                                    |
| --------- | --- | ---------------------------------------------------- | -------------------------------------- | ------------------------------------ | ---------------------------------------------------------------------- |
| 7 marzo   | Shimadzu All Japan Indoor Tennis Championships 2005 Kyoto, Giappone Cemento Indoor $25 000+H Singolare - Doppio | Robin Vik 6–4, 6–4                                   | Pavel Šnobel                           | Jamie Delgado Jonathan Marray        | Dudi Sela Massimo Dell'Acqua Gouichi Motomura Travis Rettenmaier       |
| 7 marzo   | Shimadzu All Japan Indoor Tennis Championships 2005 Kyoto, Giappone Cemento Indoor $25 000+H Singolare - Doppio | Pavel Šnobel Michal Tabara 6–2, 6(4)–7, 7–5          | Joji Miyao Atsuo Ogawa                 | Jamie Delgado Jonathan Marray        | Dudi Sela Massimo Dell'Acqua Gouichi Motomura Travis Rettenmaier       |
| 14 marzo  | Ho Chi Minh Challenger 2005 Ho Chi Minh, Vietnam Cemento $50 000+H Singolare - Doppio                           | Wang Yeu-tzuoo 6–3, 7–6(4)                           | Tomas Behrend                          | Marc Gicquel Lu Yen-hsun             | Simon Greul Ladislav Švarc Prakash Amritraj Jonathan Marray            |
| 14 marzo  | Ho Chi Minh Challenger 2005 Ho Chi Minh, Vietnam Cemento $50 000+H Singolare - Doppio                           | Cecil Mamiit Eric Taino 6–3, 2–6, 6–4                | Aisam-ul-Haq Qureshi Orest Tereščuk    | Marc Gicquel Lu Yen-hsun             | Simon Greul Ladislav Švarc Prakash Amritraj Jonathan Marray            |
| 14 marzo  | Challenger Salinas 2005 Salinas, Ecuador Cemento $25 000+H Singolare - Doppio                                   | Dennis van Scheppingen 6–2, 6–4                      | Franco Ferreiro                        | Florent Serra Ignacio González King  | Juan-Pablo Brzezicki Iván Miranda Thiago Alves Fernando Vicente        |
| 14 marzo  | Challenger Salinas 2005 Salinas, Ecuador Cemento $25 000+H Singolare - Doppio                                   | Juan-Pablo Brzezicki Cristian Villagran 6–2, 6–4     | Juan Pablo Guzmán Sergio Roitman       | Florent Serra Ignacio González King  | Juan-Pablo Brzezicki Iván Miranda Thiago Alves Fernando Vicente        |
| 14 marzo  | BH Telecom Indoors 2005 Sarajevo, Bosnia ed Erzegovina Cemento Indoor $35 000+H Singolare - Doppio              | Vladimir Volčkov 7–6(1), 6–3                         | Michal Mertiňák                        | Serhij Stachovs'kyj George Bastl     | Frédéric Niemeyer Jakub Herm-Zahlava Tomáš Cakl Michael Berrer         |
| 14 marzo  | BH Telecom Indoors 2005 Sarajevo, Bosnia ed Erzegovina Cemento Indoor $35 000+H Singolare - Doppio              | Michal Mertiňák Serhij Stachovs'kyj 6(8)–7, 6–2, 6–2 | Lukáš Dlouhý Jan Vacek                 | Serhij Stachovs'kyj George Bastl     | Frédéric Niemeyer Jakub Herm-Zahlava Tomáš Cakl Michael Berrer         |
| 14 marzo  | Sunrise Tennis Championship 2005 Sunrise, Stati Uniti Cemento $100 000+H Singolare - Doppio                     | Karol Beck 6–2, 6–2                                  | Davide Sanguinetti                     | Christophe Rochus Tomáš Zíb          | Alberto Martín Björn Phau Igor' Andreev Gilles Simon                   |
| 14 marzo  | Sunrise Tennis Championship 2005 Sunrise, Stati Uniti Cemento $100 000+H Singolare - Doppio                     | Rick Leach Travis Parrott walkover                   | Jan-Michael Gambill Mark Philippoussis | Christophe Rochus Tomáš Zíb          | Alberto Martín Björn Phau Igor' Andreev Gilles Simon                   |
| 21 marzo  | Open Barletta 2005 Barletta, Italia Terra Rossa $25 000+H Singolare - Doppio                                    | Richard Gasquet 6–3, 7–6(6)                          | Alessio Di Mauro                       | Daniel Gimeno Traver Óscar Hernández | Albert Montañés Stefano Galvani Daniel Köllerer Júlio Silva            |
| 21 marzo  | Open Barletta 2005 Barletta, Italia Terra Rossa $25 000+H Singolare - Doppio                                    | Tom Vanhoudt Kristof Vliegen 6–4, 5–7, 7–5           | Lukáš Dlouhý Jurij Ščukin              | Daniel Gimeno Traver Óscar Hernández | Albert Montañés Stefano Galvani Daniel Köllerer Júlio Silva            |
| 21 marzo  | San Luis Potosí Challenger 2005 San Luis Potosí, Messico Terra rossa $50 000 Singolare - Doppio                 | Fernando Vicente 6–4, 6–4                            | Dick Norman                            | Ramón Delgado Marcos Daniel          | Mariano Puerta Nicolás Todero Franco Ferreiro Miguel Gallardo-Valles   |
| 21 marzo  | San Luis Potosí Challenger 2005 San Luis Potosí, Messico Terra rossa $50 000 Singolare - Doppio                 | Łukasz Kubot Oliver Marach 6–1, 3–6, 6–3             | Juan-Pablo Brzezicki Juan Pablo Guzmán | Ramón Delgado Marcos Daniel          | Mariano Puerta Nicolás Todero Franco Ferreiro Miguel Gallardo-Valles   |
| 21 marzo  | Open Prévadiès 2005 Saint-Brieuc, Francia Terra rossa indoor €25 000 Singolare - Doppio                         | Olivier Patience 6–0, 6–2                            | Victor Ioniță                          | Robin Vik Rubén Ramírez Hidalgo      | Nicolas Coutelot Michal Mertiňák Marc Gicquel Steve Darcis             |
| 21 marzo  | Open Prévadiès 2005 Saint-Brieuc, Francia Terra rossa indoor €25 000 Singolare - Doppio                         | Victor Ioniță Gabriel Moraru 6–1, 6–4                | Michal Mertiňák Jan Vacek              | Robin Vik Rubén Ramírez Hidalgo      | Nicolas Coutelot Michal Mertiňák Marc Gicquel Steve Darcis             |
| 28 marzo  | Torneo Internacional Challenger Leon 2005 León, Messico Cemento $125 000+H Singolare - Doppio                   | Jo-Wilfried Tsonga 7–5, 7–5                          | Glenn Weiner                           | Juan-Pablo Brzezicki George Bastl    | Edgardo Massa Franco Ferreiro Tuomas Ketola Gilles Elseneer            |
| 28 marzo  | Torneo Internacional Challenger Leon 2005 León, Messico Cemento $125 000+H Singolare - Doppio                   | Jeff Coetzee Mark Merklein 6–4, 4–6, 6–3             | Jason Marshall Huntley Montgomery      | Juan-Pablo Brzezicki George Bastl    | Edgardo Massa Franco Ferreiro Tuomas Ketola Gilles Elseneer            |
| 28 marzo  | Tennis Napoli Cup 2005 Napoli, Italia Terra rossa €100 000+H Singolare - Doppio                                 | Richard Gasquet 4–6, 6–3, 7–5                        | Potito Starace                         | Albert Montañés Stan Wawrinka        | Jiří Vaněk Iván Navarro Martín Vassallo Argüello Rubén Ramírez Hidalgo |
| 28 marzo  | Tennis Napoli Cup 2005 Napoli, Italia Terra rossa €100 000+H Singolare - Doppio                                 | Janko Tipsarević Jiří Vaněk 3–6, 6–4, 6–2            | Massimo Bertolini Uros Vico            | Albert Montañés Stan Wawrinka        | Jiří Vaněk Iván Navarro Martín Vassallo Argüello Rubén Ramírez Hidalgo |

### Aprile
| Settimana | Torneo | Vincitore                                         | Finalista                              | Semifinalisti                         | Eliminati ai quarti                                                       |
| --------- | --- | ------------------------------------------------- | -------------------------------------- | ------------------------------------- | ------------------------------------------------------------------------- |
| 4 aprile  | Australian Men's Clay Court Challenger 2005 Canberra, Australia Terra rossa $50 000+H Singolare - Doppio           | Chris Guccione 7–5, 6–1                           | Lars Übel                              | Paolo Lorenzi Werner Eschauer         | Norikazu Sugiyama Vasilīs Mazarakīs Paul Logtens Joseph Sirianni          |
| 4 aprile  | Australian Men's Clay Court Challenger 2005 Canberra, Australia Terra rossa $50 000+H Singolare - Doppio           | Richard Fromberg Chris Guccione 6–1, 6–2          | Werner Eschauer Vasilīs Mazarakīs      | Paolo Lorenzi Werner Eschauer         | Norikazu Sugiyama Vasilīs Mazarakīs Paul Logtens Joseph Sirianni          |
| 4 aprile  | Challeger Casablanca San Ángel 2005 Città del Messico, Messico Terra rossa $35 000 Singolare - Doppio              | Florent Serra 6–1, 6–4                            | Flávio Saretta                         | Dick Norman Carlos Berlocq            | Juan Pablo Guzmán Lukáš Dlouhý Miguel Gallardo-Valles Alejandro Hernández |
| 4 aprile  | Challeger Casablanca San Ángel 2005 Città del Messico, Messico Terra rossa $35 000 Singolare - Doppio              | Lukáš Dlouhý Pavel Šnobel 5–7, 6–4, 6–3           | Marcos Daniel Flávio Saretta           | Dick Norman Carlos Berlocq            | Juan Pablo Guzmán Lukáš Dlouhý Miguel Gallardo-Valles Alejandro Hernández |
| 4 aprile  | Tallahassee Tennis Challenger 2005 Tallahassee, Stati Uniti Cemento $50 000 Singolare - Doppio                     | Brian Vahaly 6–4, 6–0                             | Justin Gimelstob                       | Frédéric Niemeyer Robert Kendrick     | Eric Taino Dennis van Scheppingen Takao Suzuki Todd Reid                  |
| 4 aprile  | Tallahassee Tennis Challenger 2005 Tallahassee, Stati Uniti Cemento $50 000 Singolare - Doppio                     | Robert Lindstedt Alexander Peya 6–2, 7–5          | Goran Dragicevic Mirko Pehar           | Frédéric Niemeyer Robert Kendrick     | Eric Taino Dennis van Scheppingen Takao Suzuki Todd Reid                  |
| 11 aprile | XL Bermuda Open 2005 Paget, Bermuda Terra verde $100 000 Singolare - Doppio                                        | Tomáš Zíb 6(8)–7, 7–6(6), 6–1                     | Kristof Vliegen                        | Franco Squillari Juan-Pablo Brzezicki | Brian Vahaly Tomáš Cakl Paul Goldstein Thomas Enqvist                     |
| 11 aprile | XL Bermuda Open 2005 Paget, Bermuda Terra verde $100 000 Singolare - Doppio                                        | Jordan Kerr Sebastián Prieto walkover             | Michal Tabara Tomáš Zíb                | Franco Squillari Juan-Pablo Brzezicki | Brian Vahaly Tomáš Cakl Paul Goldstein Thomas Enqvist                     |
| 11 aprile | Abierto Internacional Varonil Club Casablanca 2005 Città del Messico, Messico Cemento $35 000+H Singolare - Doppio | Amer Delić 6–4, 3–6, 6–3                          | Jeff Morrison                          | Rik De Voest Bobby Reynolds           | Răzvan Sabău Victor Romero Sergio Roitman Glenn Weiner                    |
| 11 aprile | Abierto Internacional Varonil Club Casablanca 2005 Città del Messico, Messico Cemento $35 000+H Singolare - Doppio | Rajeev Ram Bobby Reynolds 6–1, 6(8)–7, 7–6(4)     | Rik De Voest Łukasz Kubot              | Rik De Voest Bobby Reynolds           | Răzvan Sabău Victor Romero Sergio Roitman Glenn Weiner                    |
| 11 aprile | Olbia Challenger 2005 Olbia, Italia Terra rossa $50 000+H Singolare - Doppio                                       | Tomas Behrend 6–1, 4–6, 7–5                       | Alessio Di Mauro                       | Jeroen Masson Janko Tipsarević        | Kristian Pless Fabio Fognini Juan Antonio Marín Roko Karanušić            |
| 11 aprile | Olbia Challenger 2005 Olbia, Italia Terra rossa $50 000+H Singolare - Doppio                                       | Massimo Bertolini Uros Vico 6–4, 6–4              | Alessio Di Mauro Tomas Tenconi         | Jeroen Masson Janko Tipsarević        | Kristian Pless Fabio Fognini Juan Antonio Marín Roko Karanušić            |
| 18 aprile | Bancolombia Open 2005 Bogotà, Colombia Terra rossa $125 000 Singolare - Doppio                                     | Paul Capdeville 6–3, 6–4                          | Pablo González                         | Diego Hartfield Marcos Daniel         | Răzvan Sabău Santiago Giraldo Gustavo Marcaccio Carlos Salamanca          |
| 18 aprile | Bancolombia Open 2005 Bogotà, Colombia Terra rossa $125 000 Singolare - Doppio                                     | Marcos Daniel Santiago González 7–6(4), 6–3       | Goran Dragicevic Mirko Pehar           | Diego Hartfield Marcos Daniel         | Răzvan Sabău Santiago Giraldo Gustavo Marcaccio Carlos Salamanca          |
| 18 aprile | Internazionali di Tennis Monza e Brianza 2005 Monza, Italia Terra rossa $35 000+H Singolare - Doppio               | Alessio Di Mauro 6–1, 2–6, 6–3                    | Nicolas Devilder                       | Tomas Tenconi Lukáš Dlouhý            | Novak Đoković Jean-Christophe Faurel Oliver Marach Saša Tuksar            |
| 18 aprile | Internazionali di Tennis Monza e Brianza 2005 Monza, Italia Terra rossa $35 000+H Singolare - Doppio               | Nicolas Devilder Olivier Patience 7–5, 6–4        | Massimo Bertolini Uros Vico            | Tomas Tenconi Lukáš Dlouhý            | Novak Đoković Jean-Christophe Faurel Oliver Marach Saša Tuksar            |
| 18 aprile | Nottingham Challenger 2005 Nottingham, Gran Bretagna Cemento indoor €42 000+H Singolare - Doppio                   | Robin Vik 6–3, 6–2                                | Jonathan Marray                        | Harsh Mankad Justin Gimelstob         | Jean-Michel Pequery Filip Prpic Jamie Delgado Prakash Amritraj            |
| 18 aprile | Nottingham Challenger 2005 Nottingham, Gran Bretagna Cemento indoor €42 000+H Singolare - Doppio                   | Mark Hilton Jonathan Marray 6–4, 3–6, 6–3         | Mustafa Ghouse Harsh Mankad            | Harsh Mankad Justin Gimelstob         | Jean-Michel Pequery Filip Prpic Jamie Delgado Prakash Amritraj            |
| 25 aprile | Roma Open 2005 Roma, Italia Terra rossa €30 000+H Singolare - Doppio                                               | Olivier Patience 7–6(4), 7–5                      | Florent Serra                          | Federico Luzzi Daniel Köllerer        | Jean-Christophe Faurel Édouard Roger-Vasselin Simon Greul Francesco Aldi  |
| 25 aprile | Roma Open 2005 Roma, Italia Terra rossa €30 000+H Singolare - Doppio                                               | Manuel Jorquera Dmitrij Tursunov 1–6, 7–6(4), 6–4 | Victor Ioniță Răzvan Sabău             | Federico Luzzi Daniel Köllerer        | Jean-Christophe Faurel Édouard Roger-Vasselin Simon Greul Francesco Aldi  |
| 25 aprile | Tunis Open 2005 Tunisi, Tunisia Terra rossa $125 000+H Singolare - Doppio                                          | Gaël Monfils 7–5, 3–6, 7–6(9)                     | Fabrice Santoro                        | Tomas Behrend Stefano Galvani         | Tomas Tenconi Arnaud Clément Marc López Óscar Hernández                   |
| 25 aprile | Tunis Open 2005 Tunisi, Tunisia Terra rossa $125 000+H Singolare - Doppio                                          | Tomas Behrend Robert Lindstedt 3–6, 6–1, 6–3      | Marco Chiudinelli Jean-Claude Scherrer | Tomas Behrend Stefano Galvani         | Tomas Tenconi Arnaud Clément Marc López Óscar Hernández                   |

### Maggio
| Settimana | Torneo                                                                                                  | Vincitore                                           | Finalista                              | Semifinalisti                          | Eliminati ai quarti                                                           |
| --------- | --- | --------------------------------------------------- | -------------------------------------- | -------------------------------------- | ----------------------------------------------------------------------------- |
| 2 maggio  | Prosperita Open 2005 Ostrava, Repubblica Ceca Terra rossa $42 000+H Singolare - Doppio                  | Lukáš Dlouhý 6–4, 7–6(4)                            | Nicolas Devilder                       | Fernando Vicente Saša Tuksar           | Rubén Ramírez Hidalgo Alexander Waske Bohdan Ulihrach Michal Tabara           |
| 2 maggio  | Prosperita Open 2005 Ostrava, Repubblica Ceca Terra rossa $42 000+H Singolare - Doppio                  | Pavel Šnobel Martin Štěpánek 7–6(1), 2–6, 7–6(4)    | Tomáš Cibulec Mariusz Fyrstenberg      | Fernando Vicente Saša Tuksar           | Rubén Ramírez Hidalgo Alexander Waske Bohdan Ulihrach Michal Tabara           |
| 2 maggio  | Men's Pro Challenger at Tunica National 2005 Tunica, Stati Uniti Terra verde $50 000 Singolare - Doppio | James Blake 6–2, 6–3                                | Brian Baker                            | Juan-Pablo Brzezicki Brian Vahaly      | Dušan Vemić Hugo Armando Paul Goldstein Amer Delić                            |
| 2 maggio  | Men's Pro Challenger at Tunica National 2005 Tunica, Stati Uniti Terra verde $50 000 Singolare - Doppio | Michael Russell Dušan Vemić 7–6(4), 6–3             | Juan-Pablo Brzezicki Juan Pablo Guzmán | Juan-Pablo Brzezicki Brian Vahaly      | Dušan Vemić Hugo Armando Paul Goldstein Amer Delić                            |
| 9 maggio  | Forest Hills Challenger 2005 Forest Hills, Stati Uniti Terra verde $35 000+H Singolare - Doppio         | James Blake 6–3, 6–4                                | Dušan Vemić                            | Juan Pablo Guzmán Juan-Pablo Brzezicki | Michael Russell Alex Bogomolov Jr. Nathan Healey Hugo Armando                 |
| 9 maggio  | Forest Hills Challenger 2005 Forest Hills, Stati Uniti Terra verde $35 000+H Singolare - Doppio         | Nathan Healey Mark Merklein 2–6, 7–6(5), 6–4        | Jason Marshall Huntley Montgomery      | Juan Pablo Guzmán Juan-Pablo Brzezicki | Michael Russell Alex Bogomolov Jr. Nathan Healey Hugo Armando                 |
| 9 maggio  | Prague Open 2005 Praga, Repubblica Ceca Terra rossa $75 000 Singolare - Doppio                          | Jan Hernych 3–6, 6–4, 6–3                           | Jiří Vaněk                             | Flávio Saretta Kristof Vliegen         | Robin Vik Ivo Minář Gaël Monfils Giovanni Lapentti                            |
| 9 maggio  | Prague Open 2005 Praga, Repubblica Ceca Terra rossa $75 000 Singolare - Doppio                          | Jordan Kerr Sebastián Prieto 6–4, 6–3               | Travis Parrott Rogier Wassen           | Flávio Saretta Kristof Vliegen         | Robin Vik Ivo Minář Gaël Monfils Giovanni Lapentti                            |
| 9 maggio  | Sanremo Tennis Cup 2005 Sanremo, Italia Terra rossa €30 000+H Singolare - Doppio                        | Novak Đoković 6–3, 7–6(4)                           | Francesco Aldi                         | Jérôme Haehnel Roko Karanušić          | Michael Ryderstedt Irakli Labadze Simon Greul Ramón Delgado                   |
| 9 maggio  | Sanremo Tennis Cup 2005 Sanremo, Italia Terra rossa €30 000+H Singolare - Doppio                        | Francesco Aldi Tomas Tenconi 6–4, 6–3               | Manuel Jorquera Dmitrij Tursunov       | Jérôme Haehnel Roko Karanušić          | Michael Ryderstedt Irakli Labadze Simon Greul Ramón Delgado                   |
| 16 maggio | Budapest Challenger 2005 Budapest, Ungheria Terra rossa $35 000+H Singolare - Doppio                    | Răzvan Sabău 1–6, 7–6(3), 6–3                       | Jean-Claude Scherrer                   | Óscar Hernández Janko Tipsarević       | Leonardo Tavares Viktor Bruthans Harel Levy Jakub Herm-Zahlava                |
| 16 maggio | Budapest Challenger 2005 Budapest, Ungheria Terra rossa $35 000+H Singolare - Doppio                    | Stephen Huss Johan Landsberg 7–6(4), 6–1            | Amir Hadad Harel Levy                  | Óscar Hernández Janko Tipsarević       | Leonardo Tavares Viktor Bruthans Harel Levy Jakub Herm-Zahlava                |
| 16 maggio | Ostdeutscher Cup 2005 Dresda, Germania Terra rossa $50 000 Singolare - Doppio                           | Vasilīs Mazarakīs 6–3, 6–2                          | Boris Pašanski                         | Mounir El Aarej Michael Lammer         | Radim Žitko Stefano Galvani Héctor Ruiz-Cadenas Marcel Granollers             |
| 16 maggio | Ostdeutscher Cup 2005 Dresda, Germania Terra rossa $50 000 Singolare - Doppio                           | Christopher Kas Philipp Petzschner 6(2)–7, 6–2, 6–4 | Bart Beks Martijn van Haasteren        | Mounir El Aarej Michael Lammer         | Radim Žitko Stefano Galvani Héctor Ruiz-Cadenas Marcel Granollers             |
| 16 maggio | Fergana Challenger 2005 Fergana, Uzbekistan Cemento $35 000+H Singolare - Doppio                        | Lu Yen-hsun 6–1, 7–6(3)                             | Danai Udomchoke                        | Denis Istomin Pavel Ivanov             | Peng Sun Igor' Kunicyn Murad Inoyatov Evgenij Smirnov                         |
| 16 maggio | Fergana Challenger 2005 Fergana, Uzbekistan Cemento $35 000+H Singolare - Doppio                        | Murad Inoyatov Denis Istomin 6–1, 6–3               | Lu Yen-hsun Danai Udomchoke            | Denis Istomin Pavel Ivanov             | Peng Sun Igor' Kunicyn Murad Inoyatov Evgenij Smirnov                         |
| 16 maggio | Zagreb Open 2005 Zagabria, Croazia Terra rossa $50 000+H Singolare - Doppio                             | Ivan Ljubičić 6–4, 6–2                              | Jan Minář                              | Raemon Sluiter Stefan Wauters          | Rainer Eitzinger Ivo Klec Jan Vacek Peter Wessels                             |
| 16 maggio | Zagreb Open 2005 Zagabria, Croazia Terra rossa $50 000+H Singolare - Doppio                             | Gabriel Trifu Tom Vanhoudt 6–2, 4–6, 7–5            | Enzo Artoni Martín Vassallo Argüello   | Raemon Sluiter Stefan Wauters          | Rainer Eitzinger Ivo Klec Jan Vacek Peter Wessels                             |
| 23 maggio | Busan Open Challenger 2005 Pusan, Corea del Sud Cemento $75 000+H Singolare - Doppio                    | Danai Udomchoke 7–6(6), 6–1                         | Paul Goldstein                         | Prakash Amritraj Wesley Moodie         | Justin Gimelstob Wang Yeu-tzuoo Hee-seok Chung Lu Yen-hsun                    |
| 23 maggio | Busan Open Challenger 2005 Pusan, Corea del Sud Cemento $75 000+H Singolare - Doppio                    | Paul Goldstein Rajeev Ram walkover                  | Justin Gimelstob Wesley Moodie         | Prakash Amritraj Wesley Moodie         | Justin Gimelstob Wang Yeu-tzuoo Hee-seok Chung Lu Yen-hsun                    |
| 23 maggio | Baden Open 2005 Ettlingen, Germania Terra rossa $35 000+H Singolare - Doppio                            | Adrián García 6–4, 6–4                              | Marc López                             | Albert Portas Brian Baker              | Carlos Cuadrado Galo Blanco Amer Delić Simon Greul                            |
| 23 maggio | Baden Open 2005 Ettlingen, Germania Terra rossa $35 000+H Singolare - Doppio                            | Marc López Albert Portas 3–6, 6–1, 7–5              | Jeroen Masson Gabriel Trujillo Soler   | Albert Portas Brian Baker              | Carlos Cuadrado Galo Blanco Amer Delić Simon Greul                            |
| 23 maggio | BMW Ljubljana Open 2005 Lubiana, Slovenia Terra rossa $75 000+H Singolare - Doppio                      | Rubén Ramírez Hidalgo 6(2)–7, 5–2 rit.              | Massimo Dell'Acqua                     | Michael Ryderstedt Paul Capdeville     | Martín Vassallo Argüello Steve Darcis Vasilīs Mazarakīs Juan Pablo Guzmán     |
| 23 maggio | BMW Ljubljana Open 2005 Lubiana, Slovenia Terra rossa $75 000+H Singolare - Doppio                      | Paul Baccanello Lovro Zovko 6–3, 6–3                | Andrew Derer Joseph Sirianni           | Michael Ryderstedt Paul Capdeville     | Martín Vassallo Argüello Steve Darcis Vasilīs Mazarakīs Juan Pablo Guzmán     |
| 23 maggio | Sporting Challenger 2005 Torino, Italia Terra rossa €85 000+H Singolare - Doppio                        | Carlos Berlocq 7–5, 6–1                             | Alessio Di Mauro                       | Júlio Silva Federico Luzzi             | Iván Navarro George Bastl Victor Ioniță Francesco Aldi                        |
| 23 maggio | Sporting Challenger 2005 Torino, Italia Terra rossa €85 000+H Singolare - Doppio                        | Franco Ferreiro Sergio Roitman 6(4)–7, 7–5, 7–6(2)  | Francesco Aldi Alessio Di Mauro        | Júlio Silva Federico Luzzi             | Iván Navarro George Bastl Victor Ioniță Francesco Aldi                        |
| 30 maggio | Schickedanz Open 2005 Furth, Germania Terra rossa €42 000+H Singolare - Doppio                          | Albert Portas 7–6(5), 6–2                           | Philipp Kohlschreiber                  | Tomas Behrend Jan Frode Andersen       | Tobias Summerer Jeroen Masson Björn Phau Steve Darcis                         |
| 30 maggio | Schickedanz Open 2005 Furth, Germania Terra rossa €42 000+H Singolare - Doppio                          | Amir Hadad Harel Levy 6–1, 6–2                      | Jan Frode Andersen Johan Landsberg     | Tomas Behrend Jan Frode Andersen       | Tobias Summerer Jeroen Masson Björn Phau Steve Darcis                         |
| 30 maggio | Unicredit Czech Open 2005 Prostějov, Repubblica Ceca Terra rossa €127 000+H Singolare - Doppio          | Jarkko Nieminen 6–1, 6–3                            | Ivo Minář                              | Peter Luczak Tomáš Zíb                 | Lukáš Dlouhý Massimo Dell'Acqua Tomáš Berdych Robin Vik                       |
| 30 maggio | Unicredit Czech Open 2005 Prostějov, Repubblica Ceca Terra rossa €127 000+H Singolare - Doppio          | Lukáš Dlouhý David Škoch 5–7, 6–3, 7–6(5)           | Jan Hájek Jan Mašík                    | Peter Luczak Tomáš Zíb                 | Lukáš Dlouhý Massimo Dell'Acqua Tomáš Berdych Robin Vik                       |
| 30 maggio | Memorial Argo Manfredini 2005 Sassuolo, Italia Terra rossa €30 000+H Singolare - Doppio                 | Oliver Marach 6–3, 4–6, 6–4                         | Paul Capdeville                        | Francesco Aldi Sergio Roitman          | Cristian Villagrán Martín Vassallo Argüello Pavel Šnobel Juan-Pablo Brzezicki |
| 30 maggio | Memorial Argo Manfredini 2005 Sassuolo, Italia Terra rossa €30 000+H Singolare - Doppio                 | Juan-Pablo Brzezicki Cristian Villagrán 7–6(5), 6–2 | Paul Capdeville Simone Vagnozzi        | Francesco Aldi Sergio Roitman          | Cristian Villagrán Martín Vassallo Argüello Pavel Šnobel Juan-Pablo Brzezicki |
| 30 maggio | Yuba City Racquet Club Challenger 2005 Yuba City, Stati Uniti Cemento $50 000 Singolare - Doppio        | Cecil Mamiit 6–4, 6–4                               | Paul Goldstein                         | Eric Taino Scott Lipsky                | Justin Gimelstob Björn Rehnquist Diego Hartfield Rajeev Ram                   |
| 30 maggio | Yuba City Racquet Club Challenger 2005 Yuba City, Stati Uniti Cemento $50 000 Singolare - Doppio        | Brandon Coupe Justin Gimelstob 6–2, 3–6, 7–6(1)     | Santiago González Bruno Soares         | Eric Taino Scott Lipsky                | Justin Gimelstob Björn Rehnquist Diego Hartfield Rajeev Ram                   |
| 31 maggio | Surbiton Trophy 2005 Surbiton, Gran Bretagna Erba €42 000 Singolare - Doppio                            | Daniele Bracciali 6(0)–7, 7–6(5), 7–6(4)            | Ivo Karlović                           | Antony Dupuis Travis Rettenmaier       | Wesley Moodie Amer Delić Brian Baker Noam Okun                                |
| 31 maggio | Surbiton Trophy 2005 Surbiton, Gran Bretagna Erba €42 000 Singolare - Doppio                            | Jordan Kerr Jim Thomas 6–2, 6–4                     | Richard Barker William Barker          | Antony Dupuis Travis Rettenmaier       | Wesley Moodie Amer Delić Brian Baker Noam Okun                                |

### Giugno
| Settimana | Torneo | Vincitore                                          | Finalista                            | Semifinalisti                        | Eliminati ai quarti                                                      |
| --------- | --- | -------------------------------------------------- | ------------------------------------ | ------------------------------------ | ------------------------------------------------------------------------ |
| 6 giugno  | Trofeo Internacional Club Laieta Barcelona 2005 Barcellona, Spagna Terra rossa $50 000+H Singolare - Doppio   | Sergio Roitman 6–2, 6–3                            | Tejmuraz Gabašvili                   | Albert Portas Olivier Patience       | Carlos Berlocq Irakli Labadze Galo Blanco Steve Darcis                   |
| 6 giugno  | Trofeo Internacional Club Laieta Barcelona 2005 Barcellona, Spagna Terra rossa $50 000+H Singolare - Doppio   | Óscar Hernández Gabriel Trujillo Soler 7–5, 6–4    | Álex López Morón Albert Portas       | Albert Portas Olivier Patience       | Carlos Berlocq Irakli Labadze Galo Blanco Steve Darcis                   |
| 6 giugno  | Kosice Open 2005 Košice, Slovacchia Terra rossa €30 000+H Singolare - Doppio                                  | Răzvan Sabău 6–1, 6–2                              | Adam Chadaj                          | Édouard Roger-Vasselin Simon Greul   | Łukasz Kubot Pavel Šnobel Vasilīs Mazarakīs Harel Levy                   |
| 6 giugno  | Kosice Open 2005 Košice, Slovacchia Terra rossa €30 000+H Singolare - Doppio                                  | Petr Luxa Igor Zelenay 6–4, 6–2                    | Johan Landsberg Harel Levy           | Édouard Roger-Vasselin Simon Greul   | Łukasz Kubot Pavel Šnobel Vasilīs Mazarakīs Harel Levy                   |
| 6 giugno  | Challenger Lugano 2005 Lugano, Svizzera Terra rossa €85 000+H Singolare - Doppio                              | Albert Montañés 7–5, 6(4)–7, 7–6(5)                | Flávio Saretta                       | Paul Capdeville Florent Serra        | Potito Starace Juan Pablo Guzmán Jiří Vaněk Juan-Pablo Brzezicki         |
| 6 giugno  | Challenger Lugano 2005 Lugano, Svizzera Terra rossa €85 000+H Singolare - Doppio                              | Enzo Artoni Juan-Pablo Brzezicki 4–6, 6–2, 6–2     | Mariusz Fyrstenberg Robert Lindstedt | Paul Capdeville Florent Serra        | Potito Starace Juan Pablo Guzmán Jiří Vaněk Juan-Pablo Brzezicki         |
| 13 giugno | Nord LB Open 2005 Braunschweig, Germania Terra rossa €106 000+H Singolare - Doppio                            | Óscar Hernández 6–3, 6–3                           | Nicolás Lapentti                     | Saša Tuksar Rainer Schüttler         | Florent Serra Albert Portas Nicolás Almagro Potito Starace               |
| 13 giugno | Nord LB Open 2005 Braunschweig, Germania Terra rossa €106 000+H Singolare - Doppio                            | Enzo Artoni Álex López Morón 5–7, 6–4, 7–6(12)     | Massimo Bertolini Tom Vanhoudt       | Saša Tuksar Rainer Schüttler         | Florent Serra Albert Portas Nicolás Almagro Potito Starace               |
| 13 giugno | Cuenca Challenger 2005 Cuenca, Ecuador Terra rossa €42 000+H Singolare - Doppio                               | Zack Fleishman 6–3, 6–4                            | Boris Pašanski                       | Santiago González Diego Junqueira    | Răzvan Sabău André Ghem Bo-ram Cha Marcelo Melo                          |
| 13 giugno | Cuenca Challenger 2005 Cuenca, Ecuador Terra rossa €42 000+H Singolare - Doppio                               | Goran Dragicevic Mirko Pehar 6–3, 7–6(5)           | Marcelo Melo Bruno Soares            | Santiago González Diego Junqueira    | Răzvan Sabău André Ghem Bo-ram Cha Marcelo Melo                          |
| 20 giugno | Camparini Gioielli Cup 2005 Reggio Emilia, Italia Terra rossa €42 000+H Singolare - Doppio                    | Thierry Ascione 6–3, 6–0                           | Martín Vassallo Argüello             | Juan Martín del Potro Irakli Labadze | Andrea Stoppini Francisco Fogues-Domenech Daniel Köllerer Francesco Aldi |
| 20 giugno | Camparini Gioielli Cup 2005 Reggio Emilia, Italia Terra rossa €42 000+H Singolare - Doppio                    | Irakli Labadze Jurij Ščukin 6–4, 6–3               | Francesco Aldi Tomas Tenconi         | Juan Martín del Potro Irakli Labadze | Andrea Stoppini Francisco Fogues-Domenech Daniel Köllerer Francesco Aldi |
| 27 giugno | Canella Challenger 2005 Biella, Italia Terra rossa €85 000+H Singolare - Doppio                               | Irakli Labadze 7–6(4), 6–0                         | Carlos Berlocq                       | Filippo Volandri Ivo Minář           | Juan Mónaco Juan Antonio Marín Juan Martín del Potro Răzvan Sabău        |
| 27 giugno | Canella Challenger 2005 Biella, Italia Terra rossa €85 000+H Singolare - Doppio                               | Gabriel Trifu Tom Vanhoudt 6–4, 4–6, 6–4           | Carlos Berlocq Ricardo Mello         | Filippo Volandri Ivo Minář           | Juan Mónaco Juan Antonio Marín Juan Martín del Potro Răzvan Sabău        |
| 27 giugno | Open Diputación 2005 Cordova, Spagna Cemento €42 000+H Singolare - Doppio                                     | Marcos Baghdatis 6–3, 6–3                          | Alejandro Falla                      | Paul Goldstein Nicolas Mahut         | Arvind Parmar Fernando Vicente Robin Vik Gilles Müller                   |
| 27 giugno | Open Diputación 2005 Cordova, Spagna Cemento €42 000+H Singolare - Doppio                                     | Serhij Stachovs'kyj Vladimir Volčkov 7–5, 5–7, 6–1 | Nicolas Mahut Gilles Müller          | Paul Goldstein Nicolas Mahut         | Arvind Parmar Fernando Vicente Robin Vik Gilles Müller                   |
| 27 giugno | West Side Tennis Club Grass Court Challenger 2005 Forest Hills, Stati Uniti Erba $35 000+H Singolare - Doppio | Frédéric Niemeyer 6–4, 7–6(3)                      | Prakash Amritraj                     | Rajeev Ram Nathan Healey             | Rik De Voest Scott Oudsema Bobby Reynolds Daniele Bracciali              |
| 27 giugno | West Side Tennis Club Grass Court Challenger 2005 Forest Hills, Stati Uniti Erba $35 000+H Singolare - Doppio | Richard Barker Huntley Montgomery 3–6, 7–5, 7–6(6) | Rik De Voest Nathan Healey           | Rajeev Ram Nathan Healey             | Rik De Voest Scott Oudsema Bobby Reynolds Daniele Bracciali              |
| 27 giugno | Montauban Challenger 2005 Montauban, Francia Terra rossa €42 000+H Singolare - Doppio                         | Édouard Roger-Vasselin 6–4, 6–4                    | Roko Karanušić                       | Simon Greul Stefan Wauters           | Rui Machado David Guez Jean-Michel Péquery Galo Blanco                   |
| 27 giugno | Montauban Challenger 2005 Montauban, Francia Terra rossa €42 000+H Singolare - Doppio                         | Steve Darcis Stefan Wauters 6–4, 6(5)–7, 6–4       | Gabriel Trujillo Soler Lovro Zovko   | Simon Greul Stefan Wauters           | Rui Machado David Guez Jean-Michel Péquery Galo Blanco                   |

### Luglio
| Settimana | Torneo                                                                                                   | Vincitore                                                 | Finalista                                | Semifinalisti                         | Eliminati ai quarti                                                 |
| --------- | --- | --------------------------------------------------------- | ---------------------------------------- | ------------------------------------- | ------------------------------------------------------------------- |
| 4 luglio  | Budaors Clay Court Championships 2005 Budaörs, Ungheria Terra rossa $50 000+H Singolare - Doppio         | Boris Pašanski 6–3, 6–2                                   | Vasilīs Mazarakīs                        | Łukasz Kubot Gabriel Moraru           | Kornel Bardoczky Jakub Herm-Zahlava Jan Mertl Marc Gicquel          |
| 4 luglio  | Budaors Clay Court Championships 2005 Budaörs, Ungheria Terra rossa $50 000+H Singolare - Doppio         | Amir Hadad Harel Levy 6–4, 6(8)–7, 6–3                    | Adam Chadaj Stéphane Robert              | Łukasz Kubot Gabriel Moraru           | Kornel Bardoczky Jakub Herm-Zahlava Jan Mertl Marc Gicquel          |
| 4 luglio  | Mantova Challenger 2005 Mantova, Italia Terra rossa €42 000+H Singolare - Doppio                         | Giorgio Galimberti 6–3, 6–3                               | Francesco Aldi                           | Carlos Berlocq Rubén Ramírez Hidalgo  | Jan Mašík Paolo Lorenzi Rui Machado Nicolas Thomann                 |
| 4 luglio  | Mantova Challenger 2005 Mantova, Italia Terra rossa €42 000+H Singolare - Doppio                         | Flavio Cipolla Alessandro Motti 5–7, 6–3, 6–3             | Salvador Navarro Óscar Serrano Gámez     | Carlos Berlocq Rubén Ramírez Hidalgo  | Jan Mašík Paolo Lorenzi Rui Machado Nicolas Thomann                 |
| 4 luglio  | Nottingham Challenger 2 2005 Nottingham, Gran Bretagna Erba €42 000+H Singolare - Doppio                 | Alex Bogdanović 6–3, 7–5                                  | Mark Hilton                              | Marcos Baghdatis Nicolas Mahut        | Jamie Delgado Arvind Parmar Travis Rettenmaier Alan Mackin          |
| 4 luglio  | Nottingham Challenger 2 2005 Nottingham, Gran Bretagna Erba €42 000+H Singolare - Doppio                 | Josh Goodall Martin Lee 6–4, 7–6(0)                       | Jean-Michel Péquery Aisam-ul-Haq Qureshi | Marcos Baghdatis Nicolas Mahut        | Jamie Delgado Arvind Parmar Travis Rettenmaier Alan Mackin          |
| 4 luglio  | Oberstaufen Cup 2005 Oberstaufen, Germania Terra rossa €30 000 Singolare - Doppio                        | Simon Greul 7–5, 6–2                                      | Albert Portas                            | Adrian Ungur Daniel Gimeno Traver     | Melvyn op der Heijde Felipe Parada Oliver Marach Juan Pablo Guzmán  |
| 4 luglio  | Oberstaufen Cup 2005 Oberstaufen, Germania Terra rossa €30 000 Singolare - Doppio                        | Oliver Marach Jean-Claude Scherrer 7–5, 6–3               | Steve Darcis Kristof Vliegen             | Adrian Ungur Daniel Gimeno Traver     | Melvyn op der Heijde Felipe Parada Oliver Marach Juan Pablo Guzmán  |
| 4 luglio  | Siemens Open 2005 Scheveningen, Paesi Bassi Terra rossa €85 000 Singolare - Doppio                       | Melle Van Gemerden 6–4, 6–3                               | Kristof Vliegen                          | Steve Darcis Irakli Labadze           | Younes El Aynaoui Stefan Wauters Daniel Köllerer Michael Berrer     |
| 4 luglio  | Siemens Open 2005 Scheveningen, Paesi Bassi Terra rossa €85 000 Singolare - Doppio                       | Julien Benneteau Édouard Roger-Vasselin 5–7, 7–5, 7–6(5)  | Werner Eschauer Christopher Kas          | Steve Darcis Irakli Labadze           | Younes El Aynaoui Stefan Wauters Daniel Köllerer Michael Berrer     |
| 11 luglio | Comerica Bank Challenger 2005 Aptos, Stati Uniti Cemento $75 000 Singolare - Doppio                      | Andy Murray 6–4, 6v3                                      | Rajeev Ram                               | Noam Okun Bobby Reynolds              | Amer Delić Glenn Weiner Scoville Jenkins Harel Levy                 |
| 11 luglio | Comerica Bank Challenger 2005 Aptos, Stati Uniti Cemento $75 000 Singolare - Doppio                      | Nathan Healey Eric Taino 7–5, 7–6(4)                      | Harel Levy Noam Okun                     | Noam Okun Bobby Reynolds              | Amer Delić Glenn Weiner Scoville Jenkins Harel Levy                 |
| 11 luglio | Manchester Trophy 2005 Manchester, Gran Bretagna Erba €30 000 Singolare - Doppio                         | Daniele Bracciali 6–4, 6–4                                | Igor Zelenay                             | Jan Vacek Jean-Michel Péquery         | Andrea Stoppini Alex Bogdanović Arvind Parmar Uros Vico             |
| 11 luglio | Manchester Trophy 2005 Manchester, Gran Bretagna Erba €30 000 Singolare - Doppio                         | Mark Hilton Jonathan Marray 6–3, 6–2                      | James Auckland Daniel Kiernan            | Jan Vacek Jean-Michel Péquery         | Andrea Stoppini Alex Bogdanović Arvind Parmar Uros Vico             |
| 11 luglio | Riviera di Rimini Challenger 2005 Rimini, Italia Terra rossa €42 000 Singolare - Doppio                  | Florent Serra 6–3, 6–1                                    | Iván Navarro                             | Simone Bolelli Agustín Calleri        | Steve Darcis Jiří Vaněk Olivier Patience Thierry Ascione            |
| 11 luglio | Riviera di Rimini Challenger 2005 Rimini, Italia Terra rossa €42 000 Singolare - Doppio                  | David Škoch Martin Štěpánek 6–3, 6(1)–7, 6–1              | Christopher Kas Philipp Petzschner       | Simone Bolelli Agustín Calleri        | Steve Darcis Jiří Vaněk Olivier Patience Thierry Ascione            |
| 18 luglio | Seguros Bolivar Open Bogotá 2005 Bogotà, Colombia Terra rossa $125 000 Singolare - Doppio                | Marcos Daniel 6–4, 6–4                                    | Jean-Julien Rojer                        | André Sá Santiago González            | Iván Miranda Santiago Giraldo Júlio Silva Paul Capdeville           |
| 18 luglio | Seguros Bolivar Open Bogotá 2005 Bogotà, Colombia Terra rossa $125 000 Singolare - Doppio                | Brian Dabul Marcelo Melo 6–4, 6–4                         | Marcos Daniel Santiago González          | André Sá Santiago González            | Iván Miranda Santiago Giraldo Júlio Silva Paul Capdeville           |
| 18 luglio | Tampere Open 2005 Tampere, Finlandia Terra €42 000 Singolare - Doppio                                    | Boris Pašanski 7–6(5), 4–6, 7–5                           | Roko Karanušić                           | Simone Bolelli Jean-Christophe Faurel | Édouard Roger-Vasselin Jan Minář Tejmuraz Gabašvili Marc Gicquel    |
| 18 luglio | Tampere Open 2005 Tampere, Finlandia Terra €42 000 Singolare - Doppio                                    | Marc Gicquel Édouard Roger-Vasselin 6–4, 4–6, 6–1         | Adam Chadaj Filip Urban                  | Simone Bolelli Jean-Christophe Faurel | Édouard Roger-Vasselin Jan Minář Tejmuraz Gabašvili Marc Gicquel    |
| 18 luglio | Tarzana Challenger 2005 Tarzana, Stati Uniti Cemento $50 000+H Singolare - Doppio                        | Alex Bogomolov Jr. 6–3, 6–2                               | Thiago Alves                             | José de Armas Richard Bloomfield      | Scott Oudsema Dudi Sela Paul Baccanello Frédéric Niemeyer           |
| 18 luglio | Tarzana Challenger 2005 Tarzana, Stati Uniti Cemento $50 000+H Singolare - Doppio                        | Alex Bogomolov Jr. Travis Rettenmaier 6(3)–7, 7–6(8), 6–3 | Nathan Healey Robert Smeets              | José de Armas Richard Bloomfield      | Scott Oudsema Dudi Sela Paul Baccanello Frédéric Niemeyer           |
| 25 luglio | Credicard Citi Mastercard Tennis Cup 2005 Campos do Jordão, Brasile Cemento $50 000+H Singolare - Doppio | André Sá 6–4, 6–4                                         | Juan Martín del Potro                    | Santiago González Marcos Daniel       | Júlio Silva Jean-Julien Rojer Lucas Engel Gouichi Motomura          |
| 25 luglio | Credicard Citi Mastercard Tennis Cup 2005 Campos do Jordão, Brasile Cemento $50 000+H Singolare - Doppio | Kristian Pless Aleksandar Vlaski 7–6(5), 6–4              | Franco Ferreiro Marcelo Melo             | Santiago González Marcos Daniel       | Júlio Silva Jean-Julien Rojer Lucas Engel Gouichi Motomura          |
| 25 luglio | Challenger Banque Nationale de Granby 2005 Granby, Canada Cemento $50 000 Singolare - Doppio             | Danai Udomchoke 7–6(6), 2–6, 7–6(2)                       | Grégory Carraz                           | Jan-Michael Gambill Ramón Delgado     | Björn Phau Lu Yen-hsun Frank Dancevic Andy Murray                   |
| 25 luglio | Challenger Banque Nationale de Granby 2005 Granby, Canada Cemento $50 000 Singolare - Doppio             | Johan Landsberg Lu Yen-hsun 4–6, 7–6(5), 7–5              | Philip Bester Frank Dancevic             | Jan-Michael Gambill Ramón Delgado     | Björn Phau Lu Yen-hsun Frank Dancevic Andy Murray                   |
| 25 luglio | Fifth Third Bank Tennis Championships 2005 Lexington, Stati Uniti Cemento $50 000 Singolare - Doppio     | Dudi Sela 6–3, 3–6, 6–4                                   | Bobby Reynolds                           | Brian Baker Marc Kimmich              | Scoville Jenkins Tres Davis Todd Widom Rik De Voest                 |
| 25 luglio | Fifth Third Bank Tennis Championships 2005 Lexington, Stati Uniti Cemento $50 000 Singolare - Doppio     | Scoville Jenkins Bobby Reynolds 6–4, 6–4                  | Roger Anderson Rik De Voest              | Brian Baker Marc Kimmich              | Scoville Jenkins Tres Davis Todd Widom Rik De Voest                 |
| 25 luglio | Poznań Porsche Open 2005 Poznań, Polonia Terra rossa €85 000+H Singolare - Doppio                        | Tejmuraz Gabašvili 6–4, 6–2                               | Adrián García                            | Gilles Simon Thierry Ascione          | Fabrice Santoro Adam Chadaj Carlos Berlocq Simon Greul              |
| 25 luglio | Poznań Porsche Open 2005 Poznań, Polonia Terra rossa €85 000+H Singolare - Doppio                        | Łukasz Kubot Filip Urban 6(5)–7, 6–3, 6–2                 | Adrián García Tomas Tenconi              | Gilles Simon Thierry Ascione          | Fabrice Santoro Adam Chadaj Carlos Berlocq Simon Greul              |
| 25 luglio | Guzzini Challenger 2005 Recanati, Italia Cemento €35 000+H Singolare - Doppio                            | Davide Sanguinetti 6–4, 4–6, 6–3                          | Daniele Bracciali                        | Nicolas Thomann Uros Vico             | Sebastian Fitz Massimo Dell'Acqua David Guez Michael Lammer         |
| 25 luglio | Guzzini Challenger 2005 Recanati, Italia Cemento €35 000+H Singolare - Doppio                            | Uros Vico Lovro Zovko 7–6(2), 4–3 rit.                    | Farruch Dustov Evgenij Korolëv           | Nicolas Thomann Uros Vico             | Sebastian Fitz Massimo Dell'Acqua David Guez Michael Lammer         |
| 25 luglio | Togliatti Challenger 2005 Togliatti, Russia Cemento €42 000+H Singolare - Doppio                         | Igor' Kunicyn 6–1, 6–2                                    | Viktor Bruthans                          | Boris Pašanski Flavio Cipolla         | Ivan Cerović Frederico Gil Jan Mertl Simon Stadler                  |
| 25 luglio | Togliatti Challenger 2005 Togliatti, Russia Cemento €42 000+H Singolare - Doppio                         | Scott Lipsky Mark Nielsen 6–2, 6–3                        | Flavio Cipolla Massimo Ocera             | Boris Pašanski Flavio Cipolla         | Ivan Cerović Frederico Gil Jan Mertl Simon Stadler                  |
| 25 luglio | Valladolid Challenger 2005 Valladolid, Spagna Cemento €42 000+H Singolare - Doppio                       | Filip Prpic 6–2, 7–6(5)                                   | Wang Yeu-tzuoo                           | Jan Vacek Andrew Derer                | James Auckland Komlavi Loglo Arvind Parmar Adrián Menéndez Maceiras |
| 25 luglio | Valladolid Challenger 2005 Valladolid, Spagna Cemento €42 000+H Singolare - Doppio                       | Matwé Middelkoop Alexander Peya 7–6(8), 6–3               | Jasper Smit Stefan Wauters               | Jan Vacek Andrew Derer                | James Auckland Komlavi Loglo Arvind Parmar Adrián Menéndez Maceiras |

### Agosto
| Settimana | Torneo | Vincitore                                         | Finalista                                            | Semifinalisti                           | Eliminati ai quarti                                                       |
| --------- | --- | ------------------------------------------------- | ---------------------------------------------------- | --------------------------------------- | ------------------------------------------------------------------------- |
| 1º agosto | BH Tennis Open International Cup 2005 Belo Horizonte, Brasile Cemento $35 000+H Singolare - Doppio          | John-Paul Fruttero 7–6(4), 7–6(6)                 | Kristian Pless                                       | Juan Martín del Potro Santiago González | Marcos Daniel André Sá Satoshi Iwabuchi Paul Capdeville                   |
| 1º agosto | BH Tennis Open International Cup 2005 Belo Horizonte, Brasile Cemento $35 000+H Singolare - Doppio          | Lesley Joseph Aleksandar Vlaski 7–6(8), 6–4       | Juan Martín del Potro Máximo González                | Juan Martín del Potro Santiago González | Marcos Daniel André Sá Satoshi Iwabuchi Paul Capdeville                   |
| 1º agosto | Mordovia Cup 2005 Saransk, Russia Terra rossa $50 000 Singolare - Doppio                                    | Igor' Kunicyn 7–5, 6–4                            | Boris Pašanski                                       | Flavio Cipolla Denis Istomin            | Viktor Bruthans Rainer Eitzinger Malek Jaziri Todor Enev                  |
| 1º agosto | Mordovia Cup 2005 Saransk, Russia Terra rossa $50 000 Singolare - Doppio                                    | Flavio Cipolla Simon Stadler 7–6(2), 4–6, 7–6(3)  | Konstantin Kravčuk Aleksandr Kudrjavcev              | Flavio Cipolla Denis Istomin            | Viktor Bruthans Rainer Eitzinger Malek Jaziri Todor Enev                  |
| 1º agosto | Open Castilla y León 2005 Segovia, Spagna Cemento $125 000+H Singolare - Doppio                             | Michael Berrer 7–5, 6(6)–7, 6–1                   | Wang Yeu-tzuoo                                       | Fabrice Santoro Daniele Bracciali       | Fernando Vicente Gilles Elseneer Rainer Schüttler Alexander Peya          |
| 1º agosto | Open Castilla y León 2005 Segovia, Spagna Cemento $125 000+H Singolare - Doppio                             | Marcel Granollers Álex López Morón 6–4, 6–2       | Daniele Bracciali Uros Vico                          | Fabrice Santoro Daniele Bracciali       | Fernando Vicente Gilles Elseneer Rainer Schüttler Alexander Peya          |
| 1º agosto | Timișoara Challenger 2005 Timișoara, Romania Terra rossa €30 000+H Singolare - Doppio                       | Jean-Christophe Faurel 6–3, 7–5                   | Jakub Herm-Zahlava                                   | Andreas Beck Marc Gicquel               | Javier Genaro-Martinez Arnaud Di Pasquale David Guez Jan Minar            |
| 1º agosto | Timișoara Challenger 2005 Timișoara, Romania Terra rossa €30 000+H Singolare - Doppio                       | Ionuț Moldovan Gabriel Moraru 6–2, 6–0            | Ilia Kushev Radoslav Lukaev                          | Andreas Beck Marc Gicquel               | Javier Genaro-Martinez Arnaud Di Pasquale David Guez Jan Minar            |
| 1º agosto | Trani Cup 2005 Trani, Italia Terra rossa €42 000+H Singolare - Doppio                                       | Lukáš Dlouhý 6–4, 6–4                             | Simone Bolelli                                       | Édouard Roger-Vasselin Diego Junqueira  | Massimo Dell'Acqua Giorgio Galimberti Melle Van Gemerden Paolo Lorenzi    |
| 1º agosto | Trani Cup 2005 Trani, Italia Terra rossa €42 000+H Singolare - Doppio                                       | Carlos Berlocq Cristian Villagrán 4–6, 6–2, 6–4   | Giorgio Galimberti Irakli Labadze                    | Édouard Roger-Vasselin Diego Junqueira  | Massimo Dell'Acqua Giorgio Galimberti Melle Van Gemerden Paolo Lorenzi    |
| 1º agosto | Odlum Brown Vancouver Open 2005 Vancouver, Canada Cemento $100 000 Singolare - Doppio                       | Dudi Sela 6–2, 6–3                                | Paul Baccanello                                      | Lu Yen-hsun Eric Taino                  | Zack Fleishman Frank Dancevic Andy Murray Nicolás Todero                  |
| 1º agosto | Odlum Brown Vancouver Open 2005 Vancouver, Canada Cemento $100 000 Singolare - Doppio                       | Ashley Fisher Tripp Phillips 7–6(6), 1–6, 6–3     | Huntley Montgomery Rajeev Ram                        | Lu Yen-hsun Eric Taino                  | Zack Fleishman Frank Dancevic Andy Murray Nicolás Todero                  |
| 8 agosto  | Levene Gouldin & Thompson Tennis Challenger 2005 Binghamton, Stati Uniti Cemento $50 000 Singolare - Doppio | Andy Murray 7–6(3), 6–3                           | Alejandro Falla                                      | Bobby Reynolds Brian Baker              | Nicolás Todero Rajeev Ram Todd Widom Alex Bogomolov Jr.                   |
| 8 agosto  | Levene Gouldin & Thompson Tennis Challenger 2005 Binghamton, Stati Uniti Cemento $50 000 Singolare - Doppio | Huntley Montgomery Tripp Phillips 6–3, 6–2        | Alex Bogomolov Jr. Travis Rettenmaier                | Bobby Reynolds Brian Baker              | Nicolás Todero Rajeev Ram Todd Widom Alex Bogomolov Jr.                   |
| 8 agosto  | Gramado Challenger 2005 Gramado, Brasile Cemento $50 000 Singolare - Doppio                                 | Flávio Saretta 6–1, 6–3                           | Jacob Adaktusson                                     | Kristian Pless John-Paul Fruttero       | Thiago Alves André Ghem Santiago Giraldo Santiago González                |
| 8 agosto  | Gramado Challenger 2005 Gramado, Brasile Cemento $50 000 Singolare - Doppio                                 | Goran Dragicevic Mirko Pehar 6–3, 6–4             | Brian Dabul Bruno Echagaray                          | Kristian Pless John-Paul Fruttero       | Thiago Alves André Ghem Santiago Giraldo Santiago González                |
| 8 agosto  | S Tennis Masters Challenger 2005 Graz, Austria Terra rossa €30 000+H Singolare - Doppio                     | Robin Vik 6–4, 4-2 rit.                           | Roko Karanušić                                       | Łukasz Kubot Serhij Stachovs'kyj        | Pavel Šnobel Adam Chadaj Victor Ioniță Julian Knowle                      |
| 8 agosto  | S Tennis Masters Challenger 2005 Graz, Austria Terra rossa €30 000+H Singolare - Doppio                     | Alexander Peya Julian Knowle 3–6, 6–1, 6–2        | Johan Landsberg Jean-Claude Scherrer                 | Łukasz Kubot Serhij Stachovs'kyj        | Pavel Šnobel Adam Chadaj Victor Ioniță Julian Knowle                      |
| 8 agosto  | Pamplona Challenger 2005 Pamplona, Spagna Cemento $125 000+H Singolare - Doppio                             | Nicolas Devilder 6–2, 6–1                         | David Guez                                           | Iván Navarro Tejmuraz Gabašvili         | Santiago Ventura Fernando Vicente Gilles Elseneer Antony Dupuis           |
| 8 agosto  | Pamplona Challenger 2005 Pamplona, Spagna Cemento $125 000+H Singolare - Doppio                             | Aisam-ul-Haq Qureshi Lovro Zovko 2–6, 6–3, 6–4    | James Auckland Daniel Kiernan                        | Iván Navarro Tejmuraz Gabašvili         | Santiago Ventura Fernando Vicente Gilles Elseneer Antony Dupuis           |
| 8 agosto  | San Marino CEPU Open 2005 San Marino Terra rossa €85 000+H Singolare - Doppio                               | Juan Antonio Marín 6–2, 6–4                       | Saša Tuksar                                          | Carlos Berlocq Álex Calatrava           | Federico Luzzi Juan-Pablo Brzezicki Florian Mayer Oliver Marach           |
| 8 agosto  | San Marino CEPU Open 2005 San Marino Terra rossa €85 000+H Singolare - Doppio                               | Lukáš Dlouhý David Škoch 3–6, 6–4, 6–3            | Jeff Coetzee Chris Haggard                           | Carlos Berlocq Álex Calatrava           | Federico Luzzi Juan-Pablo Brzezicki Florian Mayer Oliver Marach           |
| 15 agosto | GHI Bronx Tennis Classic 2005 Bronx, Stati Uniti Cemento $50 000 Singolare - Doppio                         | Thierry Ascione 6–2, 6–3                          | Brian Vahaly                                         | Lukáš Dlouhý Édouard Roger-Vasselin     | Takao Suzuki Kristian Pless Nicolas Mahut Scott Lipsky                    |
| 15 agosto | GHI Bronx Tennis Classic 2005 Bronx, Stati Uniti Cemento $50 000 Singolare - Doppio                         | Cecil Mamiit Brian Vahaly 6–4, 6–4                | Julien Benneteau Nicolas Mahut                       | Lukáš Dlouhý Édouard Roger-Vasselin     | Takao Suzuki Kristian Pless Nicolas Mahut Scott Lipsky                    |
| 15 agosto | Zucchetti Kos Tennis Cup 2005 Cordenons, Italia Terra rossa €85 000+H Singolare - Doppio                    | Carlos Berlocq 7–6(5), 6–4                        | Jérôme Haehnel                                       | Andreas Vinciguerra Oliver Marach       | Jan Hájek Daniel Gimeno Traver Melle Van Gemerden Potito Starace          |
| 15 agosto | Zucchetti Kos Tennis Cup 2005 Cordenons, Italia Terra rossa €85 000+H Singolare - Doppio                    | Finale non disputata                              |                                                      | Andreas Vinciguerra Oliver Marach       | Jan Hájek Daniel Gimeno Traver Melle Van Gemerden Potito Starace          |
| 15 agosto | Trofeo Manta Open 2005 Manta, Ecuador Cemento $35 000 Singolare - Doppio                                    | Thiago Alves 6–4, 6–1                             | Lesley Joseph                                        | Aleksandar Vlaski John-Paul Fruttero    | Gustavo Marcaccio Florin Mergea André Ghem Gō Soeda                       |
| 15 agosto | Trofeo Manta Open 2005 Manta, Ecuador Cemento $35 000 Singolare - Doppio                                    | Brian Dabul Marcel Felder 6–3, 4–6, 6–4           | Franco Ferreiro Marcelo Melo                         | Aleksandar Vlaski John-Paul Fruttero    | Gustavo Marcaccio Florin Mergea André Ghem Gō Soeda                       |
| 15 agosto | Samarkand Challenger 2005 Samarcanda, Uzbekistan Terra rossa $35 000+H Singolare - Doppio                   | Boris Pašanski 6–3, 6–2                           | Vasilīs Mazarakīs                                    | Andreas Beck Denis Istomin              | Kyu-Tae Im Ivan Cerović Adrian Cruciat Lovro Zovko                        |
| 15 agosto | Samarkand Challenger 2005 Samarcanda, Uzbekistan Terra rossa $35 000+H Singolare - Doppio                   | Ivan Cerović Petar Popović 6–3, 6–0               | Aleksej Kedrjuk Orest Tereščuk                       | Andreas Beck Denis Istomin              | Kyu-Tae Im Ivan Cerović Adrian Cruciat Lovro Zovko                        |
| 15 agosto | Cidade de Vigo 2005 Vigo, Spagna Terra rossa $35 000+H Singolare - Doppio                                   | Albert Portas 6–4, 6–4                            | Iván Navarro                                         | Carlos Cuadrado Rainer Eitzinger        | Fernando Vicente Juan Antonio Marín Jean-Christophe Faurel Marc López     |
| 15 agosto | Cidade de Vigo 2005 Vigo, Spagna Terra rossa $35 000+H Singolare - Doppio                                   | Lars Übel Jan Vacek 6–4, 6–3                      | Guillem Burniol-Teixido Jose-Antonio Sanchez-De Luna | Carlos Cuadrado Rainer Eitzinger        | Fernando Vicente Juan Antonio Marín Jean-Christophe Faurel Marc López     |
| 22 agosto | Bukhara Challenger 2005 Bukhara, Uzbekistan Cemento $35 000+H Singolare - Doppio                            | Denis Istomin 6–4, 6(2)–7, 6–5 rit.               | Ilija Bozoljac                                       | Rohan Bopanna Orest Tereščuk            | Boris Pašanski Frederico Gil Marco Pedrini Nicolas Renavand               |
| 22 agosto | Bukhara Challenger 2005 Bukhara, Uzbekistan Cemento $35 000+H Singolare - Doppio                            | Aleksej Kedrjuk Orest Tereščuk 5–7, 6–4, 6–1      | Rohan Bopanna Kyu-Tae Im                             | Rohan Bopanna Orest Tereščuk            | Boris Pašanski Frederico Gil Marco Pedrini Nicolas Renavand               |
| 22 agosto | IPP Trophy 2005 Ginevra, Svizzera Terra rossa $35 000+H Singolare - Doppio                                  | Werner Eschauer 6–3, 6–1                          | Damián Patriarca                                     | Óscar Hernández Carlos Cuadrado         | Jakub Herm-Zahlava Andreas Vinciguerra Santiago Ventura Juan Pablo Guzmán |
| 22 agosto | IPP Trophy 2005 Ginevra, Svizzera Terra rossa $35 000+H Singolare - Doppio                                  | Rubén Ramírez Hidalgo Santiago Ventura 6–3, 7–5   | Stéphane Bohli Roman Valent                          | Óscar Hernández Carlos Cuadrado         | Jakub Herm-Zahlava Andreas Vinciguerra Santiago Ventura Juan Pablo Guzmán |
| 22 agosto | Antonio Savoldi-Marco Cò - Trofeo Dimmidisì 2005 Manerbio, Italia Terra rossa $75 000+H Singolare - Doppio  | Oliver Marach 6–3, 6–2                            | Melle Van Gemerden                                   | Alessio Di Mauro Gabriel Moraru         | Martín Vassallo Argüello Iván Navarro Mathieu Montcourt Carlos Berlocq    |
| 22 agosto | Antonio Savoldi-Marco Cò - Trofeo Dimmidisì 2005 Manerbio, Italia Terra rossa $75 000+H Singolare - Doppio  | Melle Van Gemerden Rogier Wassen 6–3, 6–4         | Daniel Köllerer Oliver Marach                        | Alessio Di Mauro Gabriel Moraru         | Martín Vassallo Argüello Iván Navarro Mathieu Montcourt Carlos Berlocq    |
| 29 agosto | Black Forest Open 2005 Freudenstadt, Germania Terra rossa €30 000+H Singolare - Doppio                      | Sergio Roitman 7–5, 6–4                           | Flavio Cipolla                                       | Torsten Popp Simon Greul                | Jérôme Haehnel Dennis van Scheppingen Evgenij Korolëv Jakub Herm-Zahlava  |
| 29 agosto | Black Forest Open 2005 Freudenstadt, Germania Terra rossa €30 000+H Singolare - Doppio                      | Pavel Šnobel Martin Štěpánek 6–2, 6–4             | Sebastian Fitz Simon Greul                           | Torsten Popp Simon Greul                | Jérôme Haehnel Dennis van Scheppingen Evgenij Korolëv Jakub Herm-Zahlava  |
| 29 agosto | Kiev Challenger 2005 Kiev, Ucraina Terra rossa $35 000+H Singolare - Doppio                                 | Daniel Köllerer 6–0, 3–6, 7–5                     | Lukáš Dlouhý                                         | Rubén Ramírez Hidalgo Gorka Fraile      | Jean-Christophe Faurel Ivo Klec Oleksandr Nedovjesov Diego Junqueira      |
| 29 agosto | Kiev Challenger 2005 Kiev, Ucraina Terra rossa $35 000+H Singolare - Doppio                                 | Diego Junqueira Martín Vassallo Argüello 6–4, 6–2 | Lukáš Dlouhý Jan Mertl                               | Rubén Ramírez Hidalgo Gorka Fraile      | Jean-Christophe Faurel Ivo Klec Oleksandr Nedovjesov Diego Junqueira      |

### Settembre
| Settimana    | Torneo                                                                                               | Vincitore                                       | Finalista                                   | Semifinalisti                     | Eliminati ai quarti                                                    |
| ------------ | --- | ----------------------------------------------- | ------------------------------------------- | --------------------------------- | ---------------------------------------------------------------------- |
| 5 settembre  | Brașov Challenger 2005 Brașov, Romania Terra rossa $35 000+H Singolare - Doppio                      | Daniel Elsner 7–5, 6–2                          | Daniel Gimeno Traver                        | Adrian Ungur Vasilīs Mazarakīs    | Răzvan Sabău Rubén Ramírez Hidalgo Carlos Berlocq Tomas Behrend        |
| 5 settembre  | Brașov Challenger 2005 Brașov, Romania Terra rossa $35 000+H Singolare - Doppio                      | Ionuț Moldovan Gabriel Moraru 6–1, 6–4          | Melvyn Op Der Heijde Dennis van Scheppingen | Adrian Ungur Vasilīs Mazarakīs    | Răzvan Sabău Rubén Ramírez Hidalgo Carlos Berlocq Tomas Behrend        |
| 5 settembre  | Alexander Kolyaskin Memorial 2005 Donec'k, Ucraina Cemento $50 000+H Singolare - Doppio              | Łukasz Kubot 6–4, 6–2                           | Alexander Peya                              | Mikhail Filima Tomáš Cakl         | Jeroen Masson Jurij Ščukin Jan Mertl Lars Übel                         |
| 5 settembre  | Alexander Kolyaskin Memorial 2005 Donec'k, Ucraina Cemento $50 000+H Singolare - Doppio              | Mikhail Filima Orest Tereščuk 6–2, 6–3          | Uros Vico Lovro Zovko                       | Mikhail Filima Tomáš Cakl         | Jeroen Masson Jurij Ščukin Jan Mertl Lars Übel                         |
| 5 settembre  | Genoa Open Challenger 2005 Genova, Italia Terra rossa $35 000+H Singolare - Doppio                   | Potito Starace 6–3, 7–6(3)                      | Flavio Cipolla                              | Andrea Stoppini Jan Hájek         | Giorgio Galimberti Olivier Patience Adrián García Sergio Roitman       |
| 5 settembre  | Genoa Open Challenger 2005 Genova, Italia Terra rossa $35 000+H Singolare - Doppio                   | Leonardo Azzaro Sergio Roitman 6–4, 7–5         | Marco Pedrini Andrea Stoppini               | Andrea Stoppini Jan Hájek         | Giorgio Galimberti Olivier Patience Adrián García Sergio Roitman       |
| 5 settembre  | Istanbul Challenger 2005 Istanbul, Turchia Cemento $100 000+H Singolare - Doppio                     | Wang Yeu-tzuoo 4–6, 6–4, 6–3                    | Michael Berrer                              | Alexander Waske Kristian Pless    | Philipp Kohlschreiber Jiří Vaněk Igor' Kunicyn Daniele Bracciali       |
| 5 settembre  | Istanbul Challenger 2005 Istanbul, Turchia Cemento $100 000+H Singolare - Doppio                     | Harel Levy Noam Okun 6–1, 6–4                   | David Škoch Martin Štěpánek                 | Alexander Waske Kristian Pless    | Philipp Kohlschreiber Jiří Vaněk Igor' Kunicyn Daniele Bracciali       |
| 12 settembre | Budapest Challenger 2 2005 Budapest, Ungheria Terra rossa $35 000+H Singolare - Doppio               | Boris Pašanski 4–6, 6–3, 6–0                    | Vasilīs Mazarakīs                           | Alessio Di Mauro Rainer Eitzinger | Guillermo Carry Sergio Roitman Francesco Aldi Leonardo Azzaro          |
| 12 settembre | Budapest Challenger 2 2005 Budapest, Ungheria Terra rossa $35 000+H Singolare - Doppio               | Leonardo Azzaro Sergio Roitman 6–3, 5–7, 6–3    | Philipp Petzschner Lars Übel                | Alessio Di Mauro Rainer Eitzinger | Guillermo Carry Sergio Roitman Francesco Aldi Leonardo Azzaro          |
| 12 settembre | Open d'Orleans 2005 Orléans, Francia Cemento €106 000+H Singolare - Doppio                           | Cyril Saulnier 6–3, 6–4                         | Nicolas Mahut                               | Arnaud Clément Marc Gicquel       | Julien Benneteau Thierry Ascione Raemon Sluiter Marcos Baghdatis       |
| 12 settembre | Open d'Orleans 2005 Orléans, Francia Cemento €106 000+H Singolare - Doppio                           | Julien Benneteau Nicolas Mahut 3–6, 6–4, 6–2    | Grégory Carraz Antony Dupuis                | Arnaud Clément Marc Gicquel       | Julien Benneteau Thierry Ascione Raemon Sluiter Marcos Baghdatis       |
| 12 settembre | Copa Sevilla 2005 Siviglia, Spagna Terra gialla €42 000+H Singolare - Doppio                         | Marco Mirnegg 6–3, 3-0 rit.                     | Marcos Daniel                               | Fernando Vicente Denis Gremelmayr | Melle Van Gemerden Flavio Cipolla Olivier Patience Héctor Ruiz-Cadenas |
| 12 settembre | Copa Sevilla 2005 Siviglia, Spagna Terra gialla €42 000+H Singolare - Doppio                         | Marcos Daniel Fernando Vicente 6–2, 6(1)-7, 7–5 | Flavio Cipolla Alessandro Motti             | Fernando Vicente Denis Gremelmayr | Melle Van Gemerden Flavio Cipolla Olivier Patience Héctor Ruiz-Cadenas |
| 19 settembre | Banja Luka Challenger 2005 Banja Luka, Bosnia ed Erzegovina Terra rossa €30 000+H Singolare - Doppio | Vasilīs Mazarakīs 6–2, 6–2                      | Viktor Troicki                              | Melle Van Gemerden Francesco Aldi | Simon Greul Jakub Herm-Zahlava Ilija Bozoljac Stefan Wauters           |
| 19 settembre | Banja Luka Challenger 2005 Banja Luka, Bosnia ed Erzegovina Terra rossa €30 000+H Singolare - Doppio | Flavio Cipolla Rainer Eitzinger 4–6, 6–3, 6–3   | Jeroen Masson Stefan Wauters                | Melle Van Gemerden Francesco Aldi | Simon Greul Jakub Herm-Zahlava Ilija Bozoljac Stefan Wauters           |
| 19 settembre | Lubbock Challenger 2005 Lubbock, Stati Uniti Cemento $50 000 Singolare - Doppio                      | Ramón Delgado 2–6, 7–6(5), 6–3                  | Bobby Reynolds                              | Jeff Morrison Brian Vahaly        | Scoville Jenkins Alex Bogomolov Jr. Tomáš Cakl Amer Delić              |
| 19 settembre | Lubbock Challenger 2005 Lubbock, Stati Uniti Cemento $50 000 Singolare - Doppio                      | Hugo Armando Glenn Weiner 5–7, 6–2, 7–6(8)      | Jan-Michael Gambill Scott Oudsema           | Jeff Morrison Brian Vahaly        | Scoville Jenkins Alex Bogomolov Jr. Tomáš Cakl Amer Delić              |
| 19 settembre | Pekao Open 2005 Stettino, Polonia Terra rossa €106 000+H Singolare - Doppio                          | Agustín Calleri 4–6, 6–2, 6–4                   | Alberto Martín                              | Juan Ignacio Chela Florent Serra  | Marcos Daniel Alessio Di Mauro Tejmuraz Gabašvili Dawid Olejniczak     |
| 19 settembre | Pekao Open 2005 Stettino, Polonia Terra rossa €106 000+H Singolare - Doppio                          | Mariusz Fyrstenberg Marcin Matkowski 6–2, 6–4   | Agustín Calleri Sebastián Prieto            | Juan Ignacio Chela Florent Serra  | Marcos Daniel Alessio Di Mauro Tejmuraz Gabašvili Dawid Olejniczak     |
| 26 settembre | Grenoble Challenger 2005 Grenoble, Francia Cemento (indoor) $50 000+H Singolare - Doppio             | Marc Gicquel 6–0, 6–2                           | Thomas Enqvist                              | Jérôme Haehnel Fabrice Santoro    | Arnaud Clément Michael Berrer Thierry Ascione Michaël Llodra           |
| 26 settembre | Grenoble Challenger 2005 Grenoble, Francia Cemento (indoor) $50 000+H Singolare - Doppio             | Julien Benneteau Nicolas Mahut 4–6, 6–4, 6–3    | Grégory Carraz Nicolas Tourte               | Jérôme Haehnel Fabrice Santoro    | Arnaud Clément Michael Berrer Thierry Ascione Michaël Llodra           |
| 26 settembre | USTA Challenger of Oklahoma 2005 Tulsa, Stati Uniti Cemento $50 000 Singolare - Doppio               | Harel Levy 5–7, 7–5, 7–6(6)                     | Benedikt Dorsch                             | Jeff Morrison Ramón Delgado       | Tomáš Cakl Chris Guccione Rik De Voest André Sá                        |
| 26 settembre | USTA Challenger of Oklahoma 2005 Tulsa, Stati Uniti Cemento $50 000 Singolare - Doppio               | Scott Lipsky David Martin 6–0, 6–2              | Rik De Voest Harel Levy                     | Jeff Morrison Ramón Delgado       | Tomáš Cakl Chris Guccione Rik De Voest André Sá                        |

### Ottobre
| Settimana  | Torneo | Vincitore                                             | Finalista                             | Semifinalisti                           | Eliminati ai quarti                                                    |
| ---------- | --- | ----------------------------------------------------- | ------------------------------------- | --------------------------------------- | ---------------------------------------------------------------------- |
| 3 ottobre  | Ethias Trophy 2005 Mons, Belgio Cemento (indoor) €106 000+H Singolare - Doppio                               | Olivier Rochus 6–2, 6–0                               | Xavier Malisse                        | Jérôme Haehnel Kristof Vliegen          | Łukasz Kubot Dominik Meffert Nicolas Mahut Andy Murray                 |
| 3 ottobre  | Ethias Trophy 2005 Mons, Belgio Cemento (indoor) €106 000+H Singolare - Doppio                               | Christopher Kas Philipp Petzschner 7–6(4), 6–2        | Tomáš Cibulec Tom Vanhoudt            | Jérôme Haehnel Kristof Vliegen          | Łukasz Kubot Dominik Meffert Nicolas Mahut Andy Murray                 |
| 3 ottobre  | Roma Open II 2005 Roma, Italia Terra rossa €30 000+H Singolare - Doppio                                      | Juan Antonio Marín 6–2, 7–6(6)                        | Albert Montañés                       | Mathieu Montcourt Vasilīs Mazarakīs     | Albert Portas Tomas Tenconi Daniel Gimeno Traver Óscar Hernández       |
| 3 ottobre  | Roma Open II 2005 Roma, Italia Terra rossa €30 000+H Singolare - Doppio                                      | Konstantinos Economidis Vasilīs Mazarakīs 6–4, 7–6(4) | Flavio Cipolla Alessandro Motti       | Mathieu Montcourt Vasilīs Mazarakīs     | Albert Portas Tomas Tenconi Daniel Gimeno Traver Óscar Hernández       |
| 10 ottobre | Ciutat de Barcelona 2005 Barcellona, Spagna Terra rossa $50 000+H Singolare - Doppio                         | Fernando Vicente 6–2, 6–2                             | Albert Portas                         | Iván Navarro Juan Antonio Marín         | Franco Ferreiro Francesco Aldi Gorka Fraile Federico Luzzi             |
| 10 ottobre | Ciutat de Barcelona 2005 Barcellona, Spagna Terra rossa $50 000+H Singolare - Doppio                         | David Marrero Gabriel Trujillo Soler 6–4, 6–4         | Bart Beks Matwé Middelkoop            | Iván Navarro Juan Antonio Marín         | Franco Ferreiro Francesco Aldi Gorka Fraile Federico Luzzi             |
| 10 ottobre | Challenger ATP Club Premium Open 2005 Quito, Ecuador Terra rossa $35 000+H Singolare - Doppio                | Thiago Alves 1–6, 7–6(1), 6–2                         | Marcos Daniel                         | Carlos Berlocq Ramón Delgado            | Pablo Cuevas Juan Martín del Potro Marcelo Melo Adrian Ungur           |
| 10 ottobre | Challenger ATP Club Premium Open 2005 Quito, Ecuador Terra rossa $35 000+H Singolare - Doppio                | Hugo Armando Glenn Weiner 6–3, 6–1                    | Paul Capdeville Adrián García         | Carlos Berlocq Ramón Delgado            | Pablo Cuevas Juan Martín del Potro Marcelo Melo Adrian Ungur           |
| 10 ottobre | Natomas Men's Professional Tennis Tournament 2005 Sacramento, Stati Uniti Cemento $50 000 Singolare - Doppio | Rik De Voest 3–6, 6–3, 6–4                            | Phillip Simmonds                      | Flávio Saretta Rajeev Ram               | Zack Fleishman Brian Vahaly Michael Russell Ilija Bozoljac             |
| 10 ottobre | Natomas Men's Professional Tennis Tournament 2005 Sacramento, Stati Uniti Cemento $50 000 Singolare - Doppio | Scott Lipsky David Martin 6–4, 6–4                    | John-Paul Fruttero Mirko Pehar        | Flávio Saretta Rajeev Ram               | Zack Fleishman Brian Vahaly Michael Russell Ilija Bozoljac             |
| 17 ottobre | Copa Petrobras Bogotá 2005 Bogotà, Colombia Terra rossa $75 000+H Singolare - Doppio                         | Marcos Daniel 6–2, 6–3                                | Daniel Köllerer                       | Sergio Roitman Carlos Berlocq           | Hugo Armando Ramón Delgado Santiago Giraldo Paul Capdeville            |
| 17 ottobre | Copa Petrobras Bogotá 2005 Bogotà, Colombia Terra rossa $75 000+H Singolare - Doppio                         | Marcos Daniel Santiago González 6–2, 7–5              | Frederico Gil Marcelo Melo            | Sergio Roitman Carlos Berlocq           | Hugo Armando Ramón Delgado Santiago Giraldo Paul Capdeville            |
| 17 ottobre | Calabasas Pro Tennis Championships 2005 Calabasas, Stati Uniti Cemento $50 000 Singolare - Doppio            | Brian Vahaly 3–6, 6–2, 6–2                            | Denis Gremelmayr                      | Jeff Morrison Harel Levy                | Glenn Weiner Flávio Saretta Todd Widom Bobby Reynolds                  |
| 17 ottobre | Calabasas Pro Tennis Championships 2005 Calabasas, Stati Uniti Cemento $50 000 Singolare - Doppio            | Amer Delić Bobby Reynolds 7–5, 7–6(4)                 | Zbynek Mlynarik Glenn Weiner          | Jeff Morrison Harel Levy                | Glenn Weiner Flávio Saretta Todd Widom Bobby Reynolds                  |
| 17 ottobre | Kolding Challenger 2005 Kolding, Danimarca Cemento (indoor) €42 000+H Singolare - Doppio                     | Dmitrij Tursunov 6–3, 6–4                             | Steve Darcis                          | Paul Goldstein Raemon Sluiter           | Tejmuraz Gabašvili Arvind Parmar Igor' Kunicyn Evgenij Korolëv         |
| 17 ottobre | Kolding Challenger 2005 Kolding, Danimarca Cemento (indoor) €42 000+H Singolare - Doppio                     | Stephen Huss Johan Landsberg 1–6, 7–6(4), [10-8]      | Frederik Nielsen Rasmus Norby         | Paul Goldstein Raemon Sluiter           | Tejmuraz Gabašvili Arvind Parmar Igor' Kunicyn Evgenij Korolëv         |
| 17 ottobre | Southampton Challenger 2005 Southampton, Gran Bretagna Cemento (indoor) €42 000+H Singolare - Doppio         | Jérôme Haehnel 6–2, 6–3                               | Kristian Pless                        | Sébastien de Chaunac Richard Bloomfield | Uros Vico Jean-Michel Péquery Alex Bogdanović Filip Prpic              |
| 17 ottobre | Southampton Challenger 2005 Southampton, Gran Bretagna Cemento (indoor) €42 000+H Singolare - Doppio         | Jeff Coetzee Rogier Wassen 6(8)–7, 6–4, [10-4]        | Travis Parrott Tripp Phillips         | Sébastien de Chaunac Richard Bloomfield | Uros Vico Jean-Michel Péquery Alex Bogdanović Filip Prpic              |
| 24 ottobre | USTA LA Tennis Open 2005 Carson, Stati Uniti Cemento €42 000+H Singolare - Doppio                            | Justin Gimelstob 7–6(5), 6–2                          | Amer Delić                            | Bobby Reynolds Ilija Bozoljac           | Chris Guccione Ryan Newport Glenn Weiner Wesley Whitehouse             |
| 24 ottobre | USTA LA Tennis Open 2005 Carson, Stati Uniti Cemento €42 000+H Singolare - Doppio                            | Goran Dragicevic Jan-Michael Gambill 6–4, 6–3         | Cody Conley Ryan Newport              | Bobby Reynolds Ilija Bozoljac           | Chris Guccione Ryan Newport Glenn Weiner Wesley Whitehouse             |
| 24 ottobre | Santiago Challenger II 2005 Santiago, Cile Terra Rossa $25 000 Singolare - Doppio                            | Júlio Silva 6–2, 6–3                                  | Rubén Ramírez Hidalgo                 | Máximo González Óscar Hernández         | Boris Pašanski Diego Hartfield Daniel Gimeno Traver Juan Antonio Marín |
| 24 ottobre | Santiago Challenger II 2005 Santiago, Cile Terra Rossa $25 000 Singolare - Doppio                            | Daniel Köllerer Oliver Marach 6–4, 6–3                | Lucas Arnold Ker Giovanni Lapentti    | Máximo González Óscar Hernández         | Boris Pašanski Diego Hartfield Daniel Gimeno Traver Juan Antonio Marín |
| 24 ottobre | Samsung Securities Cup 2005 Seul, Corea del Sud Cemento $125 000+H Singolare - Doppio                        | Hyung-Taik Lee 4–6, 6–1, 7–6(6)                       | Nicolas Thomann                       | John van Lottum Melle Van Gemerden      | Björn Phau Łukasz Kubot Jan Mertl Rainer Schüttler                     |
| 24 ottobre | Samsung Securities Cup 2005 Seul, Corea del Sud Cemento $125 000+H Singolare - Doppio                        | Alexander Peya Björn Phau 0–6, 6–4, [10-7]            | Rik De Voest Łukasz Kubot             | John van Lottum Melle Van Gemerden      | Björn Phau Łukasz Kubot Jan Mertl Rainer Schüttler                     |
| 31 ottobre | Lambertz Open by STAWAG 2005 Aquisgrana, Germania Sintetico (indoor) €42 000+H Singolare - Doppio            | Evgenij Korolëv 6–3, 7–6(8)                           | Raemon Sluiter                        | Dominik Meffert Alexander Waske         | Igor' Kunicyn Lars Burgsmüller Michael Berrer Michal Tabara            |
| 31 ottobre | Lambertz Open by STAWAG 2005 Aquisgrana, Germania Sintetico (indoor) €42 000+H Singolare - Doppio            | James Auckland Jamie Delgado 2–6, 7–5, 6–3            | Lars Burgsmüller Michael Kohlmann     | Dominik Meffert Alexander Waske         | Igor' Kunicyn Lars Burgsmüller Michael Berrer Michal Tabara            |
| 31 ottobre | Boston Challenger 2005 Boston, Stati Uniti Cemento indoor €42 000+H Singolare - Doppio                       | Paul Goldstein 5–7, 7–5, 6–3                          | Frank Dancevic                        | Kevin Kim Ramón Delgado                 | Adam Chadaj Jiří Vaněk André Sá Denis Gremelmayr                       |
| 31 ottobre | Boston Challenger 2005 Boston, Stati Uniti Cemento indoor €42 000+H Singolare - Doppio                       | Ramón Delgado André Sá 6–3, 6–2                       | Harsh Mankad Jeremy Wurtzman          | Kevin Kim Ramón Delgado                 | Adam Chadaj Jiří Vaněk André Sá Denis Gremelmayr                       |
| 31 ottobre | Busan Challenger 2005 Busan, Corea del Sud Cemento $100 000+H Singolare - Doppio                             | Björn Phau 6–1, 6–2                                   | Simon Greul                           | Łukasz Kubot Hyung-Taik Lee             | Rik De Voest Jan Mertl Martijn van Haasteren Kristian Pless            |
| 31 ottobre | Busan Challenger 2005 Busan, Corea del Sud Cemento $100 000+H Singolare - Doppio                             | Ashley Fisher Tripp Phillips 7–5, 6–3                 | Sanchai Ratiwatana Sonchat Ratiwatana | Łukasz Kubot Hyung-Taik Lee             | Rik De Voest Jan Mertl Martijn van Haasteren Kristian Pless            |
| 31 ottobre | Caloundra International 2005 Caloundra, Australia Cemento $35 000+H Singolare - Doppio                       | Peter Luczak 7–5, 7–6(1)                              | Alun Jones                            | Rameez Junaid Lesley Joseph             | Timo Nieminen Jan Mašík Grega Žemlja Marc Kimmich                      |
| 31 ottobre | Caloundra International 2005 Caloundra, Australia Cemento $35 000+H Singolare - Doppio                       | Peter Luczak Shannon Nettle 6(4)–7, 6–4, 6–2          | Robert Smeets Aleksandar Vlaski       | Rameez Junaid Lesley Joseph             | Timo Nieminen Jan Mašík Grega Žemlja Marc Kimmich                      |
| 31 ottobre | Copa Petrobras Montevideo 2005 Montevideo, Uruguay Terra rossa $75 000+H Singolare - Doppio                  | Juan Martín del Potro 6–3, 2–6, 7–6(3)                | Boris Pašanski                        | Máximo González Hugo Armando            | Federico Luzzi Santiago Ventura Daniel Gimeno Traver Fernando Vicente  |
| 31 ottobre | Copa Petrobras Montevideo 2005 Montevideo, Uruguay Terra rossa $75 000+H Singolare - Doppio                  | Brian Dabul Damián Patriarca 6–0, 6–4                 | Daniel Köllerer Oliver Marach         | Máximo González Hugo Armando            | Federico Luzzi Santiago Ventura Daniel Gimeno Traver Fernando Vicente  |

### Novembre
| Settimana   | Torneo                                                                                                 | Vincitore                                           | Finalista                               | Semifinalisti                            | Eliminati ai quarti                                                      |
| ----------- | --- | --------------------------------------------------- | --------------------------------------- | ---------------------------------------- | ------------------------------------------------------------------------ |
| 7 novembre  | Slovak Open 2005 Bratislava, Slovacchia Cemento (indoor) €106 000+H Singolare - Doppio                 | Dominik Hrbatý 7–5, 6–1                             | Daniele Bracciali                       | Răzvan Sabău Marcos Baghdatis            | Peter Wessels Stefan Koubek Thomas Enqvist Jiří Vaněk                    |
| 7 novembre  | Slovak Open 2005 Bratislava, Slovacchia Cemento (indoor) €106 000+H Singolare - Doppio                 | Chris Haggard Jean-Claude Scherrer 6–3, 2–6, 7–6(4) | Dominik Hrbatý Michal Mertiňák          | Răzvan Sabău Marcos Baghdatis            | Peter Wessels Stefan Koubek Thomas Enqvist Jiří Vaněk                    |
| 7 novembre  | Bauer Cup 2005 Eckental, Germania Sintetico (indoor) €35 000+H Singolare - Doppio                      | Michael Berrer 6–3, 4–6, 6–4                        | Steve Darcis                            | Jan Mertl Lars Burgsmüller               | Marcel Zimmermann Evgenij Korolëv Alexander Waske Wang Yeu-tzuoo         |
| 7 novembre  | Bauer Cup 2005 Eckental, Germania Sintetico (indoor) €35 000+H Singolare - Doppio                      | Christopher Kas Philipp Petzschner 6–3, 7–5         | Torsten Popp Jasper Smit                | Jan Mertl Lars Burgsmüller               | Marcel Zimmermann Evgenij Korolëv Alexander Waske Wang Yeu-tzuoo         |
| 7 novembre  | Challenger Ciudad de Guayaquil 2005 Guayaquil, Ecuador Terra $50 000+H Singolare - Doppio              | Marcos Daniel 6–2, 1–6, 6–0                         | Flávio Saretta                          | Luis Horna Adrián García                 | Júlio Silva Gabriel Moraru Diego Junqueira Daniel Köllerer               |
| 7 novembre  | Challenger Ciudad de Guayaquil 2005 Guayaquil, Ecuador Terra $50 000+H Singolare - Doppio              | Juan Martín del Potro Juan Antonio Marín walkover   | Luis Horna Iván Miranda                 | Luis Horna Adrián García                 | Júlio Silva Gabriel Moraru Diego Junqueira Daniel Köllerer               |
| 7 novembre  | Music City Challenger 2005 Nashville, Stati Uniti Cemento $75 000 Singolare - Doppio                   | Bobby Reynolds 6–4, 6–4                             | Ramón Delgado                           | Benedikt Dorsch Jeff Morrison            | Todd Widom Kristian Pless Amer Delić John-Paul Fruttero                  |
| 7 novembre  | Music City Challenger 2005 Nashville, Stati Uniti Cemento $75 000 Singolare - Doppio                   | Ilija Bozoljac Brian Wilson 7–6(6), 6–4             | Santiago González Diego Hartfield       | Benedikt Dorsch Jeff Morrison            | Todd Widom Kristian Pless Amer Delić John-Paul Fruttero                  |
| 14 novembre | Brazil Challenger 2005 Aracaju, Brasile Terra rossa €42 000+H Singolare - Doppio                       | Boris Pašanski 7–6(9), 7–5                          | Nicolás Lapentti                        | Daniel Köllerer Carlos Berlocq           | Máximo González Martín Vassallo Argüello Oliver Marach Gianluca Naso     |
| 14 novembre | Brazil Challenger 2005 Aracaju, Brasile Terra rossa €42 000+H Singolare - Doppio                       | Máximo González Sergio Roitman 6–4, 6(8)–7, 6–3     | Carlos Berlocq Martín Vassallo Argüello | Daniel Köllerer Carlos Berlocq           | Máximo González Martín Vassallo Argüello Oliver Marach Gianluca Naso     |
| 14 novembre | JSM Challenger 2005 Champaign, Stati Uniti Cemento $50 000+H Singolare - Doppio                        | Danai Udomchoke 7–5, 6–2                            | Justin Gimelstob                        | Jeff Morrison Chris Guccione             | Nathan Healey Ivo Heuberger Eric Nunez Amer Delić                        |
| 14 novembre | JSM Challenger 2005 Champaign, Stati Uniti Cemento $50 000+H Singolare - Doppio                        | Ashley Fisher Tripp Phillips 6–3, 5–7, 6–0          | Justin Gimelstob Rajeev Ram             | Jeff Morrison Chris Guccione             | Nathan Healey Ivo Heuberger Eric Nunez Amer Delić                        |
| 14 novembre | Dnipropetrovsk Challenger 2005 Dnipropetrovs'k, Ucraina Cemento (indoor) $125 000+H Singolare - Doppio | Dick Norman 7–6(2), 6(2)–7, 6–3                     | Raemon Sluiter                          | Younes El Aynaoui Ivo Minář              | Victor Hănescu Lukáš Dlouhý Alexander Waske Alejandro Falla              |
| 14 novembre | Dnipropetrovsk Challenger 2005 Dnipropetrovs'k, Ucraina Cemento (indoor) $125 000+H Singolare - Doppio | Lukáš Dlouhý David Škoch 7–5, 6–4                   | Tomáš Cibulec Lovro Zovko               | Younes El Aynaoui Ivo Minář              | Victor Hănescu Lukáš Dlouhý Alexander Waske Alejandro Falla              |
| 14 novembre | IPP Open 2005 Helsinki, Finlandia Cemento (indoor) €106 000+H Singolare - Doppio                       | Björn Rehnquist 7–6(2), 7–6(4)                      | Tomáš Cakl                              | Stefan Koubek Grégory Carraz             | Gilles Elseneer Arvind Parmar Jean-Michel Péquery Philipp Kohlschreiber  |
| 14 novembre | IPP Open 2005 Helsinki, Finlandia Cemento (indoor) €106 000+H Singolare - Doppio                       | Yves Allegro Michael Kohlmann 4–6, 6–1, 6–4         | Christopher Kas Philipp Petzschner      | Stefan Koubek Grégory Carraz             | Gilles Elseneer Arvind Parmar Jean-Michel Péquery Philipp Kohlschreiber  |
| 14 novembre | Challenger Britania Zavaleta 2005 Puebla, Messico Cemento $35 000+H Singolare - Doppio                 | Hugo Armando 2–6, 6–3, 7–6(1)                       | Bruno Echagaray                         | Miguel Gallardo-Valles Jean-Julien Rojer | Lesley Joseph Frederico Gil Juan Manuel Elizondo Santiago González       |
| 14 novembre | Challenger Britania Zavaleta 2005 Puebla, Messico Cemento $35 000+H Singolare - Doppio                 | Werner Eschauer Alexander Satschko 6–1, 6–4         | Santiago González Alejandro Hernández   | Miguel Gallardo-Valles Jean-Julien Rojer | Lesley Joseph Frederico Gil Juan Manuel Elizondo Santiago González       |
| 21 novembre | Copa Petrobras Argentina 2005 Buenos Aires, Argentina Terra rossa $75 000+H Singolare - Doppio         | Carlos Berlocq 7–5, 3–6, 6–4                        | Diego Hartfield                         | Oliver Marach Juan Antonio Marín         | Nicolás Lapentti Rubén Ramírez Hidalgo Santiago Ventura Daniel Köllerer  |
| 21 novembre | Copa Petrobras Argentina 2005 Buenos Aires, Argentina Terra rossa $75 000+H Singolare - Doppio         | Lucas Arnold Ker Sebastián Prieto 6–0, 6–4          | Rubén Ramírez Hidalgo Santiago Ventura  | Oliver Marach Juan Antonio Marín         | Nicolás Lapentti Rubén Ramírez Hidalgo Santiago Ventura Daniel Köllerer  |
| 21 novembre | Luxembourg Challenger 2005 Lussemburgo, Lussemburgo Cemento indoor $50 000+H Singolare - Doppio        | Christophe Rochus 6–2, 3–6, 6–1                     | George Bastl                            | Thomas Enqvist Jarkko Nieminen           | Hyung-Taik Lee Lukáš Dlouhý Jiří Vaněk Stefan Koubek                     |
| 21 novembre | Luxembourg Challenger 2005 Lussemburgo, Lussemburgo Cemento indoor $50 000+H Singolare - Doppio        | Eric Butorac Chris Drake 4–6, 6–3, 6–4              | Robert Lindstedt Rogier Wassen          | Thomas Enqvist Jarkko Nieminen           | Hyung-Taik Lee Lukáš Dlouhý Jiří Vaněk Stefan Koubek                     |
| 21 novembre | Czech Indoor Open 2005 Praga, Repubblica Ceca Sintetico indoor $75 000 Singolare - Doppio              | Raemon Sluiter 6–3, 7–5                             | Nicolas Thomann                         | Serhij Stachovs'kyj James Auckland       | Pavel Šnobel Grégory Carraz Michal Mertiňák Evgenij Korolëv              |
| 21 novembre | Czech Indoor Open 2005 Praga, Repubblica Ceca Sintetico indoor $75 000 Singolare - Doppio              | Filip Polášek Serhij Stachovs'kyj 6–3, 3–6, 7–6(5)  | James Auckland Jasper Smit              | Serhij Stachovs'kyj James Auckland       | Pavel Šnobel Grégory Carraz Michal Mertiňák Evgenij Korolëv              |
| 21 novembre | Reunion Island Challenger 2005 Riunione, Francia Cemento indoor $50 000+H Singolare - Doppio           | Philipp Kohlschreiber 6–2, 6–3                      | Tejmuraz Gabašvili                      | Mathieu Montcourt Łukasz Kubot           | Gouichi Motomura Stéphane Robert Konstantin Gruber Martijn van Haasteren |
| 21 novembre | Reunion Island Challenger 2005 Riunione, Francia Cemento indoor $50 000+H Singolare - Doppio           | Tejmuraz Gabašvili Stéphane Robert 6–4, 6–3         | Ivan Cerović Petar Popović              | Mathieu Montcourt Łukasz Kubot           | Gouichi Motomura Stéphane Robert Konstantin Gruber Martijn van Haasteren |
| 21 novembre | Sunderland Challenger 2005 Sunderland, Gran Bretagna Cemento indoor $50 000+H Singolare - Doppio       | Alex Bogdanović 7–6(4), 7–5                         | Danai Udomchoke                         | Alexander Waske Gilles Elseneer          | Arvind Parmar Paolo Lorenzi Ivo Heuberger Martin Lee                     |
| 21 novembre | Sunderland Challenger 2005 Sunderland, Gran Bretagna Cemento indoor $50 000+H Singolare - Doppio       | Frank Moser Sebastian Rieschick 6–4, 6(3)–7, 6–4    | Christopher Kas Philipp Petzschner      | Alexander Waske Gilles Elseneer          | Arvind Parmar Paolo Lorenzi Ivo Heuberger Martin Lee                     |
| 28 novembre | Orlando Challenger 2005 Orlando, Stati Uniti Cemento $50 000+H Singolare - Doppio                      | Michael Russell 6–4, 6–2                            | Todd Widom                              | Henry Adjei-Darko Justin Gimelstob       | Benedikt Dorsch Zack Fleishman Jean-Julien Rojer Bobby Reynolds          |
| 28 novembre | Orlando Challenger 2005 Orlando, Stati Uniti Cemento $50 000+H Singolare - Doppio                      | Ashley Fisher Tripp Phillips walkover               | Alex Kuznetsov Miša Zverev              | Henry Adjei-Darko Justin Gimelstob       | Benedikt Dorsch Zack Fleishman Jean-Julien Rojer Bobby Reynolds          |

### Dicembre
| Settimana   | Torneo                                                                | Vincitore                           | Finalista                      | Semifinalisti                | Eliminati ai quarti                                                 |
| ----------- | --------------------------------------------------------------------- | ----------------------------------- | ------------------------------ | ---------------------------- | ------------------------------------------------------------------- |
| 26 dicembre | Doha Challenger 2005 Doha, Qatar Cemento $50 000+H Singolare - Doppio | Olivier Patience 2–6, 6–4, 7–6(5)   | Julien Benneteau               | Denis Gremelmayr Sascha Klör | Tejmuraz Gabašvili Oliver Marach Kristian Pless Serhij Stachovs'kyj |
| 26 dicembre | Doha Challenger 2005 Doha, Qatar Cemento $50 000+H Singolare - Doppio | Łukasz Kubot Oliver Marach 6–4, 6–1 | Aleksej Kedrjuk Orest Tereščuk | Denis Gremelmayr Sascha Klör | Tejmuraz Gabašvili Oliver Marach Kristian Pless Serhij Stachovs'kyj |